# Bildungssystem in Österreich

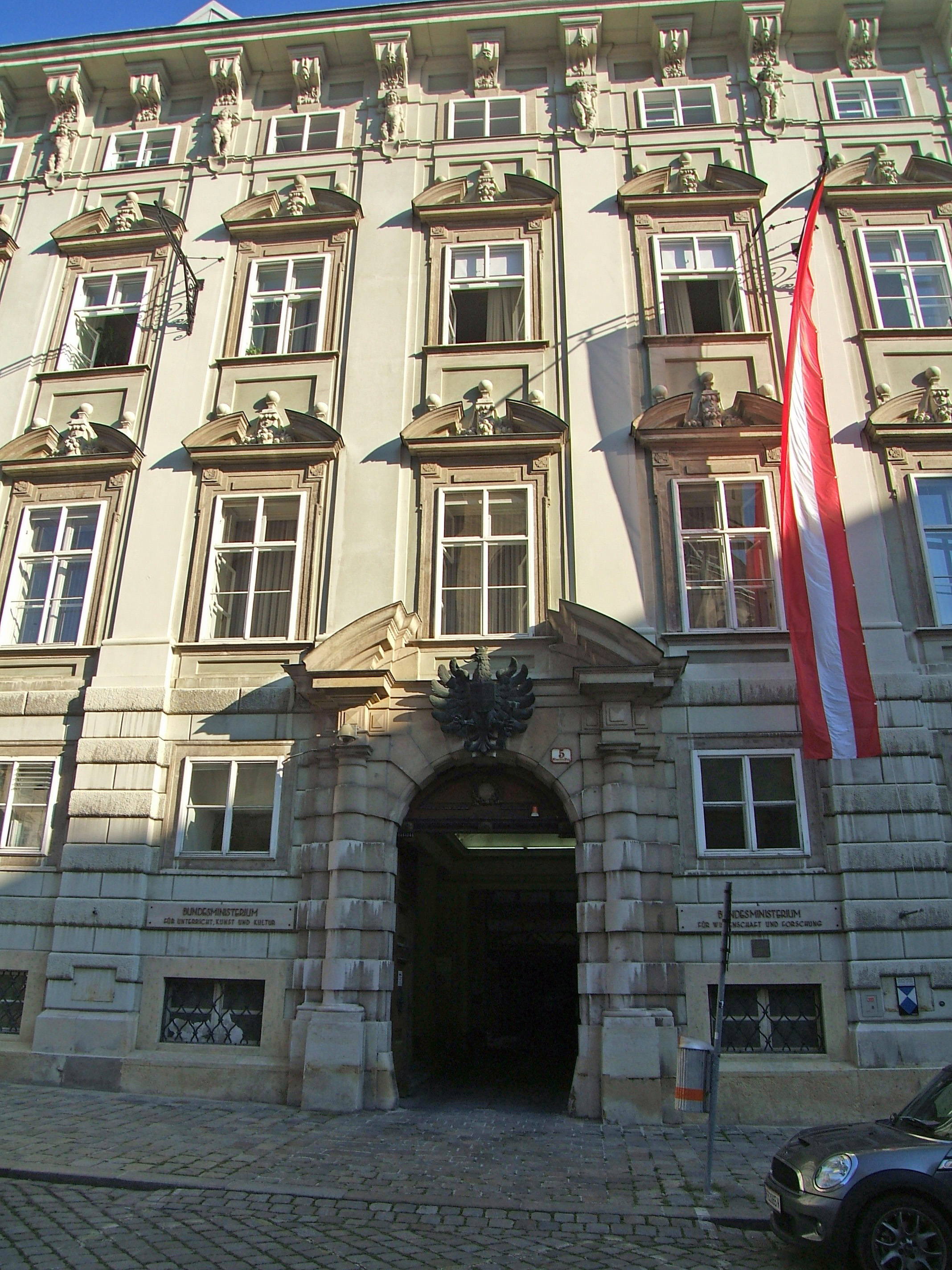
Bundesministerium für Bildung, Wissenschaft und Forschung am Minoritenplatz in Wien

Das Bildungssystem in Österreich wird durch den Bund und die Pflichtschulen werden durch die Bildungsdirektionen (früher Landesschulrat, in Wien: Stadtschulrat) geregelt. Das Bundesministerium für Bildung, Wissenschaft und Forschung übernimmt wichtige Aufgaben wie Ausbildung der Lehrer und Erhaltung der Schulen sowie die Steuerung des Universitäts- und Hochschulsystems.

## Geschichte

### Bildung durch die Kirche

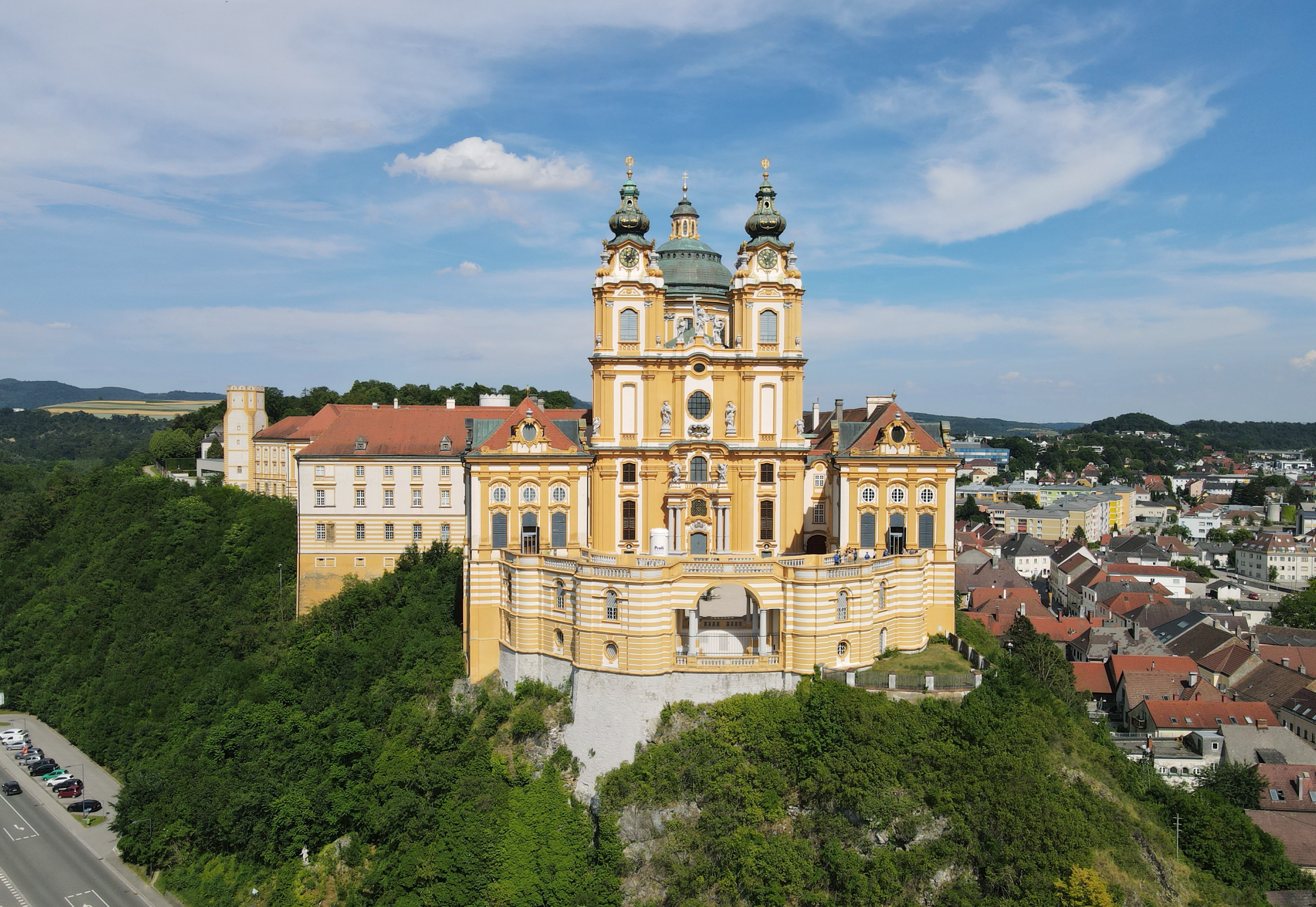
Stiftsgymnasium Melk, älteste noch bestehende Schule Österreichs

Vor dem Jahre 1774 war die Bildung in den Habsburgischen Erblanden den oberen Gesellschaftsschichten vorbehalten. Sie war vor allem Aufgabe der Kirche, Klosterschulen waren die einzigen Bildungseinrichtungen. Vor allem die Orden der Benediktiner, Jesuiten und Piaristen übernahmen diese Aufgabe. Da in diesen Einrichtungen in der Regel Schulgeld zu bezahlen war, blieben besonders die Landbevölkerung und Angehörige der ärmeren Bevölkerungsschichten in den Städten weitgehend ungebildet und konnten meist nicht lesen und schreiben. Die älteste heute noch bestehende Schule Österreichs ist das Stiftsgymnasium Melk, das im 12. Jahrhundert als Klosterschule gegründet wurde.

### Maria Theresia

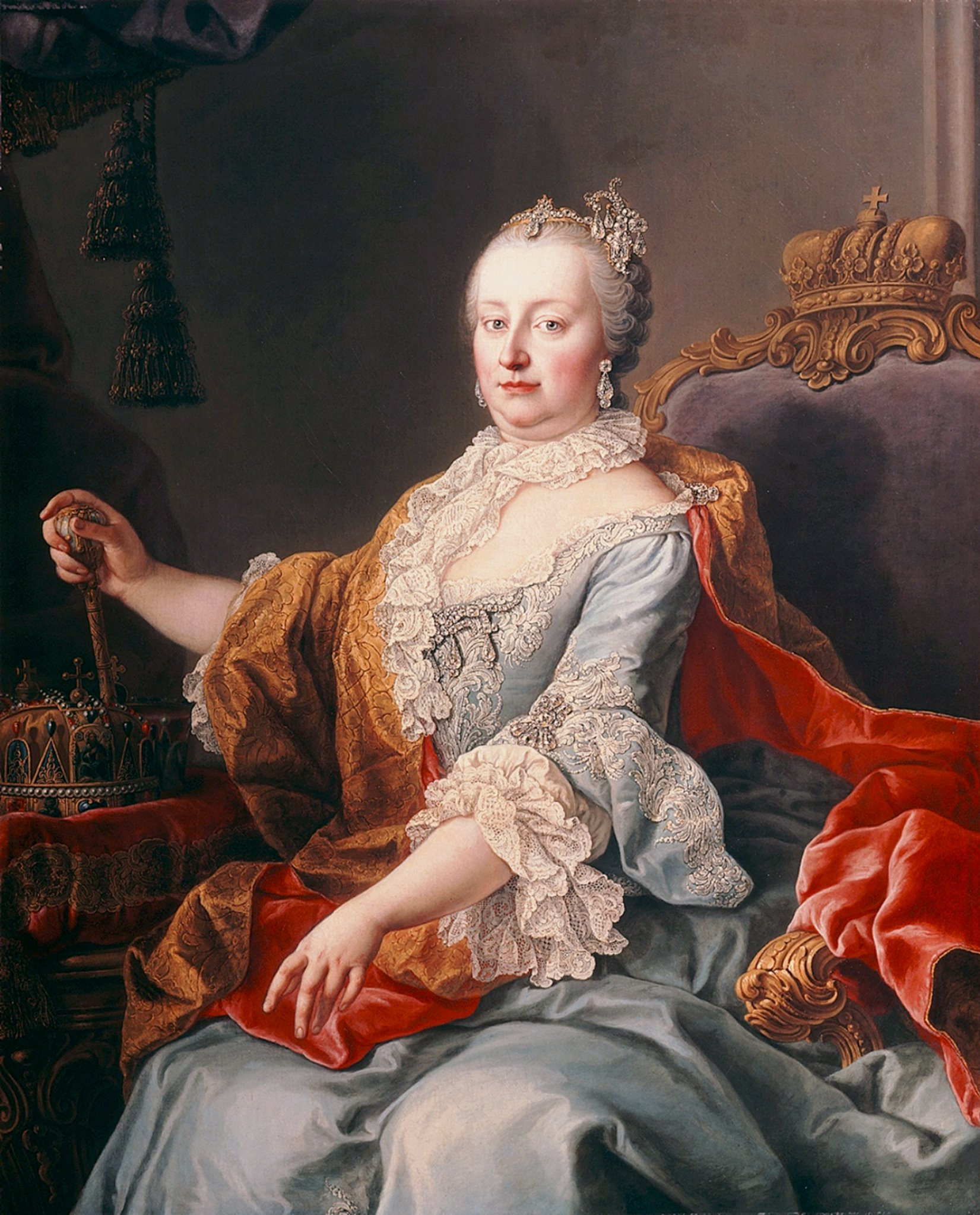
Maria Theresia

Unter der Regentschaft von Maria Theresia entstand das staatliche Schulwesen im Erzherzogtum und den Kronländern. Im Zuge der Aufklärung erkannte die Regentin, dass das Staatsvolk der Träger des Staates ist und dass die Machtstellung nur mit Hilfe einer gebildeten Bevölkerung gehalten werden konnte.
Johann Ignaz von Felbiger, dessen Lehrmethoden und -bücher zu dieser Zeit bereits anerkannt waren, entwarf eine neue Schulordnung, die so genannte „Allgemeine Schulordnung für die deutschen Normal-, Haupt und Trivialschulen in sämtlichen Kayserlichen Königlichen Erbländern“. Diese Schulordnung unterzeichnete Maria Theresia am 6. Dezember 1774, wodurch Österreich auf ganzer Fläche eine Vorreiterrolle im staatlichen Bildungswesen innehatte, Preußen war aber schon 1717 und 1763 vorausgegangen. Ganz abgesehen von diesen beiden Ländern steht aber die allgemeine Schulpflicht schon in der württembergischen Großen Kirchenordnung von 1559.
Mit Maria Theresias neuer Schulordnung wurde eine sechsjährige Schulpflicht in der Volksschule für alle durchgesetzt, die nicht das teure Privileg häuslichen Unterrichts genossen. Es mussten fortan einheitliche Lehrbücher verwendet werden, und die Lehreraus- und -fortbildung wurde geregelt. Die Bildung der Frauen wurde verhindert. Fach- oder Mittelschulen waren für sie geschlossen.

### Ministerium des öffentlichen Unterrichts
Maria Theresias Thronfolger, Joseph II., reformierte die Bildung weiter und ließ vor allem Schulen erbauen. Ein dreigliedriges Schulsystem wurde eingeführt, an dessen Basis die flächendeckende Volksschule stand. In den Städten und größeren Orten wurden Hauptschulen eingerichtet und an der Spitze standen Normalschulen, die zugleich der Lehrerausbildung dienten. Die russische Zarin Katharina II. interessierte sich darauf sehr für die Reformen im österreichischen Schulsystem und nach einer Zusammenkunft mit Joseph II. im Jahr 1780 ließ sie das österreichische Schulmodell im ganzen Russischen Reich einführen. Österreichische Schulbücher aus den slawischsprachigen Gebieten der Habsburgermonarchie, die von Theodor Jankowitsch de Miriewo kompiliert worden waren, dienten dabei als Vorlage und wurden ins Russische übersetzt.
Die Nachfolger Josephs II. erzielten im 1804 gegründeten Kaisertum Österreich vorerst keine weiteren Fortschritte in der staatlichen Bildung, was vor allem auf die Kriege gegen Frankreich und das folgende reaktionäre System Metternichs zurückzuführen ist. Im Revolutionsjahr 1848 wurde ein eigenes Ministerium für den öffentlichen Unterricht geschaffen; erster, kurzzeitiger Unterrichtsminister wurde Franz Freiherr von Sommaruga. Das Ministerium wurde unter Kaiser Franz Joseph I. ab 1849 als Ministerium für Cultus und Unterricht bezeichnet und Leo von Thun und Hohenstein reformierte bis 1860 das Bildungswesen. Von 1868 an war das Unterrichtswesen getrennte Kompetenz beider Reichshälften, in Österreich weiterhin vom Ministerium für Kultus und Unterricht verwaltet.

### Reichsvolksschulgesetz
Unterricht und Bildung wurden zu einem zentralen Thema zwischen Parteien, aber auch zwischen Staat und Kirche.
Im Jahre 1869 vereinheitlichte das nichtamtlich als Reichsvolksschulgesetz bezeichnete Gesetz für die im Reichsrat vertretenen Königreiche und Länder das Schulwesen in Österreich stark. Die wichtigsten Änderungen:
- Die Schulpflicht wurde von sechs auf acht Jahre verlängert. Pflichtbildung war ab diesem Zeitpunkt die achtjährige Pflichtschule.
- Die Begrenzung der Klassengröße auf maximal 80 Schüler, was pädagogisch gesehen ein enormer Fortschritt war. Das war eine Konsequenz der Niederlage in der Schlacht bei Königgrätz, welche auf eine zu hohe Analphabetenquote im österreichischen Heer zurückgeführt wurde.
- Der endgültige Entzug der Bildungsaufsicht durch die Kirche; damit wurde Bildung komplett dem Staat unterstellt.
- Als Alternative konnte nach fünf Jahren Volksschule eine dreijährige Bürgerschule absolviert werden. Diese konnte auch von Mädchen besucht werden, wo sie jedoch nach einem anderen Lehrplan (weniger Arithmetik und Geometrie, dafür Handarbeiten) unterrichtet wurden.

### Frauenbildung
1868 wurde die erste Mittelschule für Mädchen eröffnet, eine Handelsakademie, ab 1869 wurden Bürgerschulen Mädchen zugänglich. Ab diesem Zeitpunkt entstanden immer mehr Mittelschulen für Mädchen oder Frauen. Ab 1872 konnten auch sie maturieren, waren allerdings nicht zu einem Hochschulstudium berechtigt. Nach Widerständen des damaligen Unterrichtsministers wurde das erste Mädchengymnasium erst 1892 gegründet, als es bereits 77 Knabengymnasien gab.
Seit 1901 durften Maturantinnen auch bestimmte Universitäten besuchen – die philosophische und medizinische Fakultät. 1910 wurde an Knabengymnasien ein Mädchenanteil von 5 % zugelassen. Die Mädchen durften zwar im Unterricht anwesend sein, jedoch weder aktiv daran teilnehmen noch geprüft werden.

### Schulreformen in der Ersten Republik
1918 wurde unter Otto Glöckel eine entscheidende und bis heute gültige Schulreform umgesetzt. Nach den Nationalratswahlen, bei denen die Sozialdemokratische Partei die Mehrheit im Parlament hatte, wurde Glöckel Unterstaatssekretär im Innenministerium, was der Funktion des heutigen Bildungsministers entspricht. Glöckel begann die Bürokraten, die die Entscheidungen im Schulwesen bis dahin trafen, durch pädagogische Fachleute zu ersetzen. Für die Reformen im österreichischen Schulwesen setzte Glöckel die Schulreformkommission ein.
Jedes Kind – unabhängig von Geschlecht und sozialer Lage – sollte eine optimale Bildung erhalten. Ab 1919 konnten Mädchen an Knabenschulen aufgenommen werden und hatten somit erstmals die Möglichkeit, auch unter finanziellen Einschränkungen die Hochschulreife zu erreichen.
1927 wurde die Hauptschule als Pflichtschule für zehn- bis vierzehnjährige Kinder eingeführt und ersetzte die Bürgerschule.
Wegen der hohen Arbeitslosigkeit in der Zwischenkriegszeit sollte das Bildungssystem verbessert werden. 1932 traten neue Lehrpläne in Kraft, die das Niveau heben sollten.
1933 betrug der Anteil an Schülerinnen bereits mehr als 30 Prozent, der Anteil der Lehrerinnen hingegen – für die zu dieser Zeit der Lehrerinnenzölibat galt – knapp fünf Prozent.
Im austrofaschistischen Ständestaat wurden 1934 bis 1938 die Bildungsmöglichkeiten der Mädchen drastisch reduziert.

### Nationalsozialismus
Im nationalsozialistischen Deutschland, dessen Teil Österreich zwischen 1938 und 1945 war, gab es eine strikte Trennung zwischen Mädchen und Buben, da Frauen Kinder gebären und groß ziehen sollten. Mädchen wurden zur höheren Bildung nur noch an Oberschulen zugelassen, zum Besuch einer anderen Schulform wurde eine ministerielle Genehmigung benötigt. Lehrer und Schüler befanden sich in einem streng strukturierten politisierten und ideologisierten Schulsystem, zu dessen Aufgaben auch die Verbreitung des NS-Gedankenguts gehörte.

### Zweite Republik
| Lehrer in Österreich | Lehrer in Österreich |
| Jahr                 | Anzahl               |
| -------------------- | -------------------- |
| 1970/71              | 068.342              |
| 1980/81              | 100.561              |
| 1990/91              | 112.746              |
| 2000/01              | 125.177              |
| 2007/08              | 120.226              |

1962 gab es eine erste Schulnovelle. In dieser wurde die Schulpflicht auf neun Jahre verlängert. Zur Ausbildung zum Lehrer ist der Besuch einer pädagogischen Akademie (anstatt wie davor einer Lehrerbildungsanstalt) notwendig. Die zweite Schulnovelle kam 1974 zustande. Mit ihr trat das heute noch gültige Schulunterrichtsgesetz (SchUG) in Kraft.
Die Einführung der Koedukation erfolgte im Jahre 1975, seit 1979 werden Knaben und Mädchen auch im Werk- und später auch im Turnunterricht an Volksschulen nicht mehr getrennt. 1982 ratifizierte Österreich die Konvention zur Beseitigung jeder Form von Diskriminierung der Frau.
Seit 1989 besteht für behinderte Schülerinnen und Schüler im Primarbereich, seit 1994 auch im Sekundarbereich (Hauptschule, AHS-Unterstufe), die Möglichkeit, integrativ unterrichtet zu werden.
Seit 1970, als es erst 68.342 Lehrer in Österreich gab, verdoppelte sich deren Anzahl beinahe auf 125.177 im Schuljahr 2000/01. Dieser Anstieg ist vor allem auf weiterführende Schulen zurückzuführen, die Zahl der Volksschullehrer erhöhte sich um etwa 45 % auf knapp 35.000 im Jahr 2000/01, sank aber bis 2008 wieder auf 31.768. Die Zahl der Hauptschullehrer stieg im selben Zeitraum von 16.412 auf rund 35.000, um bis 2008 auf 31.201 Lehrkräfte zurückzugehen. Lediglich bei den AHS- und BMHS-Lehrern ist auch nach 2001 ein weiterer, wenn auch geringer Anstieg zu verzeichnen. Die Zahl der BMHS-Lehrer erhöhte sich von 8.313 im Schuljahr 1970/71 auf 21.200 im Schuljahr 2007/08. Die Zahl der AHS-Lehrer stieg im selben Zeitraum von 9.484 auf 20.356 Personen.

### 21. Jahrhundert
| Schüler in Österreich | Schüler in Österreich |
| Jahr                  | Anzahl                |
| --------------------- | --------------------- |
| 1960/61               | 1 043 878             |
| 1970/71               | 1 347 955             |
| 1980/81               | 1 385 941             |
| 1990/91               | 1 144 600             |
| 2000/01               | 1 231 188             |
| 2010/11               | 1 166 525             |
| 2020/21               | 1 142 342             |
| 2023/24               | 1 172 406             |

Nach einem guten Abschneiden bei der PISA-Studie 2000
rutschte das österreichische Schulsystem ins Mittelfeld ab.
Die Opposition gab nach der Veröffentlichung 2004 der ÖVP die Schuld an Versäumnissen in der Bildungspolitik. Die SPÖ forderte die Umsetzung der Ergebnisse der Initiative klasse:zukunft
(u. a. Abschaffen des Wiederholens einer Schulstufe und die langfristige Umsetzung der Gesamtschule) und bot Ende 2004 an, einer Abschaffung der bis dato im Parlament benötigten Zweidrittelmehrheit für Änderungen an Schulgesetzen zuzustimmen.
Aber die o. g. Einschätzungen sind nach den neuesten Untersuchungen hinfällig. Statistiker haben im Jahr 2006 eine wissenschaftliche Analyse vorgelegt
und dabei ein überraschendes Ergebnis präsentieren können: Österreich war bereits bei PISA 2000 deutlich schlechter als vermeintlich geglaubt. Grund dafür war eine falsche Datenerfassung und verzerrte Stichproben. Die durch die unabhängigen Wissenschaftler bereinigten Ergebnisse brachten für PISA 2000 ein ernüchterndes Ergebnis: Lesefähigkeit Rang 18 statt 10, Mathematik Rang 15 statt 11 und in Naturwissenschaften Rang 11 statt 8. Somit lagen Österreich und Deutschland mit ihren stark diversifizierenden Schulsystemen deutlich hinter den Ländern, die ein Gemeinschaftsschulsystem besitzen.
Im April 2005 schien es, als ob sich SPÖ und ÖVP auf die komplette Aufhebung der 2/3-Mehrheit für Schulgesetze einigen konnten. Im Zuge der Verhandlungen wollten aber beide Parteien von gewissen Positionen nicht abrücken: SPÖ-Vorsitzender Alfred Gusenbauer forderte, den freien Schulzugang, ein Verbot von Schulgeld sowie den Religionsunterricht in die Verfassung aufzunehmen. Im Gegenzug forderte die ÖVP, auch das differenzierte Schulsystem in die Verfassung zu verankern. Nachdem die Verhandlungen bereits an der Kippe standen, einigte man sich Anfang Mai darauf, die seit 1962 geltende generelle Zweidrittelmehrheit für Schulgesetze abzuschaffen.
Bereits am Tag nach der von beiden Seiten gefeierten Zustimmung zur Neuregelung (Elisabeth Gehrer sprach von einem „Jahrhundertgesetz“) und noch Tage vor der Beschlussfassung im Parlament äußerten sich beide Parteien konträr zu einem Kernpunkt des Übereinkommens – der potentiellen Einführung der Gesamtschule (Art 14 Abs 6a B-VG):

„Die Gesetzgebung hat ein differenziertes Schulsystem vorzusehen, das zumindest nach Bildungsinhalten in allgemeinbildende und berufsbildende Schulen und nach Bildungshöhe in Primar- und Sekundarschulbereiche gegliedert ist, wobei bei den Sekundarschulen eine weitere angemessene Differenzierung vorzusehen ist.“

Streitpunkt ist vor allem die Definition der „angemessenen Differenzierung“. Während die SPÖ lediglich unterschiedliche Schwerpunkte innerhalb von Schulen bzw. interne Differenzierungen als verfassungskonform interpretiert, sieht die ÖVP die Regelung als eindeutige Festschreibung des Systems von Hauptschulen und AHS. Verfassungsrechtler kritisierten die Regelung umgehend. Insbesondere wurde darauf hingewiesen, dass durch eine solch vage Regelung am Ende die Entscheidung auf den Verfassungsgerichtshof überwälzt würde.
Nach genauerer Analyse der Bestimmung ist neben dem vagen Ausdruck der „angemessenen Differenzierung“ ein weiteres Schlupfloch zur Einführung einer Gesamtschule der Sechs- bis Vierzehnjährigen vorhanden. Da lediglich eine Differenzierung der Sekundarschulen gefordert wird, könnte eine Änderung der Einteilung in Primär- sowie Sekundarschule die unsichere Interpretation von angemessener Differenzierung umgehen. So könnte die jetzige Volksschule zu Primärschule I und die AHS-Unterstufe zu Primärschule II umbenannt werden und lediglich eine vier- bis fünfjährige Sekundarschule (AHS, BHS usf.) übrig bleiben, die bereits jetzt die Forderung einer „angemessenen Differenzierung“ erfüllt. Ein solches System ist etwa in den USA vorhanden, wo die Sekundarschule erst mit 14 beginnt. Die Verfassung definiert nirgends „Sekundarschule“ oder „Primärschule“ oder deren Dauer genau.
Mit 1. Oktober 2007 wurde die Aus- und Weiterbildung von Lehrern neu geregelt. Die Pädagogischen Akademien, Berufspädagogischen Akademien, Religionspädagogischen Institute und die Pädagogischen Institute wurden in Pädagogischen Hochschulen zusammengefasst. Hier findet die Ausbildung aller Pflichtschullehrer und die Weiterbildung aller Lehrer statt. Die Ausbildung der Lehrer für höhere Schulen findet noch immer an den Universitäten statt.
Ein neues Lehrerdienstrecht (PD) gibt es durch die Dienstrechtnovelle 2013.
Das Pädagogikpaket 2018 beinhaltet:
1. Schuleingangsscreening: Um einen besseren Schuleintritt zu gewährleisten wird die Entwicklung jedes Kindes vor dem Schuleintritt genauer überprüft und geplant.
2. Lehrpläne NEU: Diese sind für die Pflichtschulen in allen Fächern, fächerübergreifend und kompetenzorientiert. Es wird formuliert welche Kompetenzen das Kind nach der Schulstufe erhalten haben muss.
3. Kompetenzraster und Lernaufgaben: Der Raster erklärt wie gut die Kompetenzen erlernt wurden. Lernaufgaben zeigen beispielhaft wie das Kind lernt.
4. LBVO-Novelle: Die Leistungsbeurteilungsverordnung berücksichtigt die Neuerungen und die Beurteilung wird klarer, nachvollziehbarer und konsistenter.
5. individuelle Kompetenzmessung: Ab der 3. Schulstufe gibt es einen standardisierten Test.
6. Bildungs- und Berufsorientierungstool: Ab der 7. Schulstufe füllen Kinder einen online Fragebogen aus. Der BBO-Unterricht soll Kinder zu individuell richtigen Berufen führen und ihnen zeigen was sie dafür können müssen.
7. Bildungspflicht: Kinder müssen grundlegende Kompetenzen in Deutsch, Englisch und Mathematik erhalten.[12]

Seit 2018 gibt es nur für Kinder mit nichtdeutscher Muttersprache den standardisierten Test MIKA-D (Messinstrument zur Kompetenzanalyse – Deutsch). Aufgrund dieses Testes kommen neue Schulkinder bei sehr schlechtem Ergebnis (unzureichend) in die Deutschförderklasse und bei einem schlechten Resultat (mangelhaft) in einen unterrichtsparallelen neuen Deutschkurs, sofern die Schule zumindest acht Kinder dafür hat. Die Deutschklasse kann auch klassen-, schulstufen- oder schulartübergreifend sein. Sie dauert in der Volksschule 15 Stunden in der Woche und die restlichen Stunden sind die Deutschklassenkinder in einer anderen Klasse. Der Deutschförderkurs dauert sechs Stunden in der Woche und ist parallel zum Unterricht der Klasse. Die Deutschförderklasse und der Deutschkurs sind für 1 Semester ausgelegt, werden mit MIKA-D danach überprüft und beide beschriebenen Fördermaßnahmen können bis zu 4 Semester dauern.
Lehrkräftemangel entsteht in Österreich durch eine Pensionierungswelle deren Höhepunkt 2023 erreicht wurde. Auch immer mehr Pädagogen arbeiten in Teilzeit und dies verschärft die Situation. Als Kompensation arbeiten in Volks- und Mittelschulen vermehrt Studierende. Seit November 2022 wird der Lehrermangel durch Quereinsteiger mit dem Projekt „Get Your Teacher“ teilweise kompensiert. Auch Impulse zur Schulentwicklung gibt es dadurch.
2024 führten Vorarlberg und Wien Orientierungsklassen für schulpflichtige Flüchtlingskinder ein. Zumeist waren die Kinder noch nie in einer Schule und in der Regel wurden sie zwei Monate besucht. In diesem Erfolgsmodell wurden auch die Eltern betreut, um auch diese mit den Sitten im Land vertraut zu machen.
Die parteiunabhängige Initiative „BID - Gemeinsam Bildung stärken“ plant Österreichs Bildung lösungsorientiert zu verbessern. Dazu werden 1000 unterschiedliche Menschen (Schüler, Eltern, Lehrer, Forschung, Verwaltung, Wirtschaft, Zivilgesellschaft und Politik) gesucht um moderiert gemeinsame Lösungen zu erarbeiten.
2025 erweiterte Österreichs Regierung die Orientierungsklassen auf die anderen sieben Bundesländer und fordert den Besuch auch für Kinder mit fehlenden sozialen Grundkompetenzen. Diese und auch die deutsche Sprache werden da maximal sechs Monate lang gelehrt.
Durch das ab 1. Mai 2025 gültige Handynutzungsverbot dürfen digitale Kommunikationsgeräte statt bis zum Stundenende auch bis zum Unterrichtsende dem Schüler abgenommen werden. Ab der 9. Schulstufe ist dies nur erlaubt wenn der Gegenstand stört. Im Wiederholungsfall oder bei Gefahr wird es den Eltern bei einem zu vereinbarenden Termin übergeben. Für die sichere Verwahrung sind in der Regel die Schüler verantwortlich.

## Schulverwaltung
In Österreich sind die Bildungsangelegenheiten traditionell Bundesaufgabe und werden überwiegend vom Bildungsministerium wahrgenommen. Daneben existiert seit 1970 ein von Bruno Kreisky geschaffenes Bundesministerium für Wissenschaft und Forschung, einschließlich Hochschulbildung, womit sich das Bildungsministerium auf ein „Unterrichtsministerium“ für Schulbildung verschlankte (2000–2007 gab es wieder ein Gesamtministerium für Bildung und kulturelle Angelegenheiten).
Die Primar- und untere Sekundarbildung ist aber Landessache, was dazu führt, dass Bundesschulen und Landesschulen unterschiedliches Dienstrecht haben. Diese Konstellation ist seit vielen Jahren einer der zentralen Aspekte einer umfassenden Bildungsreform. Durch die europaweite Professionalisierung des Bildungssektors (Hochschulabschluss für alle Lehrer) verliert die Unterscheidung von Bundes- und Landeslehrern immer mehr den Zweck.
Lokale Ebene und Schulebene spielen im öffentlich-rechtlichen Schulsystem eine vergleichsweise geringe Rolle, in der Verwaltungspraxis verteilen sich die Anzahl der Entscheidungen mit 55 % auf die Bundes- und Landesebene, 14 % auf die Gemeindeebene und 31 % auf die Schulebene (EU/OECD-Durchschnitt 36 %, 13/17 %, 46/41 %, Rest regional).
Privatschulen sind viel eigenständiger in der Verwaltung.
Eine Expositur ist – ähnlich wie bei einer Niederlassung – ein ausgelagerter Teil einer bestehenden Schule.

### Unterrichtsministerium
Das Unterrichtsministerium nimmt folgende Aufgaben wahr:
- Schulerrichtung
- Schulerhaltung, ausgenommen sind die Pflichtschulen (Allgemein bildende Pflichtschulen: Volks- und Hauptschule/Mittelschule, Sonderschule, Polytechnische Schule; Berufsbildende Pflichtschulen/Berufsschulen)
- Schulauflassung
- Aus- und Weiterbildung der Lehrer
- Nostrifizierungen (Anerkennung von ausländischen Zeugnissen).

Dem Unterrichtsministerium sind die in den Bundesländern angesiedelten Landesschulräte (in Wien Stadtschulrat) unterstellt. Sie sind zuständig für die:
- Schulaufsicht,
- Schulbeihilfe des Bundes sowie
- Verwaltung der Bundesschulen wie auch deren Lehrer

Im November 2015 wurde bekannt, dass in allen Bundesländern Bildungsdirektionen eingerichtet werden sollen, welche die bisherigen Landesschulräte und Schulabteilungen der Landesregierung ablösen sollen.

#### Schulformen des Bundes: BG/BRG/BAG, HBLA, HTBL, ZLA, TGLA, LFLA
Alle „öffentlichen allgemeinbildenden höheren Schulen“ in Bundesträgerschaft sind als Allgemeinbildende höhere Bundesschule bezeichnet (§ 45 SchOG). Den Schulbezeichnungen wird dann im Allgemeinen ein «B» vorangestellt.
Bundesgymnasien (BG) sind die allgemeinbildenden höheren Schulen mit Unterstufe und Oberstufe, die, sofern sie nicht Privatschulen sind, sämtlich Bundesschulen sind. Dasselbe gilt für die Bundesrealgymnasien. Allgemeinbildende Schulen, die nur über eine Oberstufe verfügen (weiterführende Schulen), nennt man Bundesoberstufenrealgymnasien (BORG). Daneben gibt es noch ein Bundesaufbaugymnasium (BAG, dabei auch Bundesaufbaurealgymnasium BARG).
Die [Höheren] Bundeslehranstalten ([H]BLA, Höhere Lehranstalten des Bundes) und Zentrallehranstalten (ZLA) umfassen Schulen im Kompetenzbereich des Bundes, die dem Bereich der berufsbildenden höheren Schulen entsprechen. Der Bereich ZLA umfasst die Gruppe Technische und Gewerbliche Lehranstalten (TGLA) und die Land- und Forstwirtschaftlichen Lehranstalten (LFLA) und früher auch die Höhere Internatsschule des Bundes. Die Unterscheidung der ZLA ist historisch, sie unterstehen direkt dem Unterrichtsministerium. Von den Internatsschulen gibt es heute keine mehr (Schulnamen aber noch erhalten). Zu den Bundeslehranstalten gehören neben den Höheren Technischen Bundeslehranstalten (HTBL) auch berufsbildende Schulen sonstiger Berufsgruppen.

### Wissenschaftsministerium
Das Wissenschaftsministerium ist für den Hochschulsektor (tertiäre Bildung) verantwortlich. Zu den Aufgaben gehören insbesondere:
- Universitäten
- Fachhochschulen (Akkreditierung, Betreuung)
- Wissenschaftliche Anstalten und Forschungseinrichtungen einschließlich der österreichischen Akademie der Wissenschaften
- Wissenschaftliches Bibliotheks-, Dokumentations- und Informationswesen
- Studentische Interessenvertretung und Studienbeihilfen und Stipendien
- Studentenmensen sowie Förderung des Baus von Studentenheimen

### Verwaltung auf Landesebene
Bis zur Gründung der Bildungsdirektionen war die Zuständigkeit auf die (heute nicht mehr existierenden) Landesschulräte und parallel dazu eingerichteten Schulabteilungen in den Landesregierungen aufgeteilt. Die Bildungsdirektionen als gemeinsame Bund-Länder-Behörde vollziehen das gesamte Schulrecht (ausgenommen das des land- und forstwirtschaftlichen Schulwesens und der Zentrallehranstalten, die direkt dem Bildungsministerium unterstellt sind).
Im unmittelbaren Zuständigkeitsbereich der Länder verbleibt der gesamte Bereich der Elementarpädagogik (Kindergarten) sowie des Hortwesens.

### Verwaltung auf Gemeindeebene
Die Gemeindeebene spielt eine weitgehend untergeordnete Rolle, meist sind die Gemeinden die Schulerhalter der Volksschulen und für solche Aspekte wie den Schulbus zuständig.

### Schulautonomie
Die Schulautonomie, also die Selbstverwaltung der Schule, umfasst in Österreich Aspekte des Lehrplans, Strukturierung der Klassen (Eröffnung, Teilung), Einführung der Fünf-Tage-Woche, schulautonome Tage (deren fünf, zwei aber trotzdem bundesweit festlegt) sowie Angelegenheiten wie Vermietung der Schulräume, Werbung, Sponsoring und über die Schulpartner (Schüler, Eltern, Lehrer) auch Stellungnahmen zur Besetzung von Leitungsfunktionen.
Im EU- wie OECD-Durchschnitt sind österreichische Schulen vergleichsweise wenig autonom (Anteil der Entscheidungen auf Schulebene EU 46 %, OECD 41 %, Österreich 31 %).

#### Privatschule
Privatschulen sind in Österreich nach dem Privatschulgesetz (PrivSchG) BGBl. Nr. 244 (1962) geregelt.
Aus ihrem Namen muss der Schulerhalter erkennbar sein, und der Name darf nicht zur Verwechslung mit der Schulart einer öffentlichen Schule führen.
Privatschulen gehören einem der folgenden Typen an:
- Privatschule ohne Öffentlichkeitsrecht, dies erfordert eine Externistenprüfung, um ein anerkanntes Zeugnis zu erhalten
- Privatschule mit Öffentlichkeitsrecht, welches erteilt werden kann, wenn
  - sie in Typus und Erfolg einer öffentlich-rechtlichen Schule entsprechen
  - sie mit einem vom Unterrichtsminister erlassenen oder genehmigten Organisationsstatut übereinstimmen (Statutschule mit Öffentlichkeitsrecht) und sich hinsichtlich der Unterrichtserfolge bewährt haben

Privatschulen können von der öffentlichen Hand subventioniert werden – Privatschulen von gesetzlich anerkannten Kirchen und Religionsgesellschaften im Allgemeinen immer (§ 17 PrivSchG Subventionierung konfessioneller Privatschulen–Anspruchsberechtigung), was nicht dem Konkordat in Bezug auf Religionsunterricht widerspricht, andere Schultypen unter anderem aber unter der Voraussetzung, dass sie im Sprengel einem Bedarf der Bevölkerung entspricht, also nicht einer öffentlichen Schule den Einzug mindert (§ 21 PrivSchG Subventionierung von Privatschulen–Voraussetzungen).
Der Sektor der Privatschulen ist in Österreich groß, fast jeder zehnte Schüler besucht eine Schule nicht öffentlich-rechtlicher Schulträger (über 100.000 der 1,2 Mio. Schüler in Österreich 2006/07).
Verbreitet ist aber Schulgeld für diese Schulen, sie gelten daher als Bildungsweg der höheren Schichten.
Weitaus größter Träger von Privatschulen ist die römisch-katholische Kirche (72.600 Schüler 2006/07, 2⁄3 aller Privatschüler).
Insgesamt liegt aber Österreich deutlich unter dem EU- und auch OECD-Durchschnitt im Privatschulsektor (der in den romanischen wie auch angelsächsischen Ländern traditionell stark ist – EU25 2001/02: 20 %).

#### Statutschule
Eine allgemeinbildende Schule mit Organisationsstatut ist eine Privatschule mit Öffentlichkeitsrecht nach § 14 Abs. 2 lit. b PrivSchG, die keinem Typus einer öffentlich-rechtlichen Schule entspricht. Das Öffentlichkeitsrecht wurde auf der Grundlage verliehen, dass die Organisation, der Lehrplan und die Ausstattung der Schule sowie die Lehrbefähigung des Leiters und der Lehrer mit einem vom Unterrichtsminister erlassenen oder genehmigten Organisationsstatut übereinstimmen: Das heißt, die Schulen müssen ein eigenes Schulkonzept (Erziehungsziele, Lehrpläne) erarbeiten, das Schulstatut, das auch die Schulart darstellt.
Zu den Statutschulen gehören Realschulen, Waldorfschulen, Montessorischulen, Pestalozzischulen und Bildungswerkstätten nach Wild. Wichtigster Verband ist EFFE – Österreich, die Sektion der internationalen Organisation European Forum for Freedom in Education (Europäisches Forum für Freiheit im Bildungswesen),
welche aber nicht alle Schulen der Reformpädagogik vertritt. Auch internationale Schulen mit einem (etwas modifizierten) ausländischen Lehrplan fallen darunter, ferner Musikschulen und andere nicht die Pflicht- und berufsbildenden Schulen ersetzende Schularten.

#### Nichtschulische Bildungseinrichtungen
Darüber hinaus gibt es private nichtschulische Bildungseinrichtungen, die § 2 Abs. 1 des Schulorganisationsgesetz entsprechen und sich seit 2006 nach dem Niederlassungs- und Aufenthaltsgesetz vom Innenministerium zertifizieren lassen können, was bei der Erlangung eines Aufenthaltsstatus für ihre Schüler aus Drittstaaten behilflich ist. Diese Einrichtungen sind verpflichtet, über Personen Meldung zu erstatten, wenn die Ausbildung abgeschlossen ist oder die Fortsetzung der Ausbildung nicht zu erwarten ist.
Die zertifizierten Bildungseinrichtungen werden im Internet veröffentlicht.
Darunter sind Einrichtungen wie das Österreichische Studienzentrum für Frieden und Konfliktlösung, die Ballettschule Wiener Staatsoper, die Aviation Academy Austria der Österreichischen Luftfahrttraining GmbH und auch manche Privatschulen mit Öffentlichkeitsrecht wie die Wiener Sängerknaben.

### Schulaufsicht
Die Schulaufsicht ist mit Ausnahme des Religionsunterrichtes Sache des Bundes und wird mit Ausnahme der Kindergärten von den in der Bildungsdirektion ansässigen Schulqualitätsmanagern (vormals Schulinspektoren) durchgeführt.
Die Hauptaufgabe eines Schulqualitätsmanagers (SQM) ist es, für das Gleichgewicht der Interessen zwischen Schülern, Lehrern und Eltern zu sorgen. Somit ist er auch Anlaufstelle für Beschwerden (auch Berufungen von Noten), die den Schulbetrieb betreffen. Unterstützt wird er von pädagogischen Mitarbeitern und der juristischen Abteilung der Bildungsdirektion bzw. des Unterrichtsministeriums. Er ist auch für die Einstellung von Lehrkräften auf Bundes- und Landesebene zuständig. Je nach Bundesland sind die Schultypen verschieden auf die Schulqualitätsmanager aufgeteilt. Die Ursache liegt in den unterschiedlichen Größen der Bundesländer und somit auch der Anzahl der Schulen.
Im Gegensatz zu den früheren Schulinspektoren die in drei Aufgabenbereichen aufgeteilt waren (Landesschulinspektoren, Pflichtschulinspektoren, Fachinspektoren) bilden seit 1. Jänner 2019 die Schulqualitätsmanager gleichrangigen Teams.

### Unterrichtsarten
- Pflichtgegenstand: Nach dem Lehrplan in einer Schulart vorgesehene Unterrichtsgegenstände, die benotet werden.
- Wahlpflichtgegenstand („alternativer Pflichtgegenstand“): Unterrichtsgegenstände in allgemeinbildenden Schulen, die aus einem im Lehrplan festgelegten Fächerkanon zu wählen sind und benotet werden.
- Verbindliche Übung: Der Unterrichtsgegenstand ist für alle Schüler verpflichtend, wird aber nicht benotet (beispielsweise Verkehrserziehung, Mathematische Früherziehung, Bildnerisches Gestalten und anderes in der Vorschule, Lebende Fremdsprache und Verkehrserziehung in der Grundschule, Berufsorientierung in der Pflichtschule).
- Freigegenstand: Unterrichtsgegenstände, für die man sich freiwillig anmeldet und welche benotet werden. Die im Zeugnis stehende Beurteilung hat aber keinen Einfluss auf den erfolgreichen Abschluss der Schulstufe. Ein „Nichtgenügend“ hat aber bei Wiederanmeldung im nächsten Schuljahr eine Wiederholung im Freigegenstand selbst zur Folge (ausgenommen bei Religion an Berufsschulen). Es gibt die Möglichkeit einer Wiederholungsprüfung. Beim Übertritt in die nächsthöhere Schulstufe einer anderen Schulform kann für die Aufnahmebedingungen ein Freigegenstand einem Pflichtgegenstand gleichgestellt werden.
- Unverbindliche Übung: Unterrichtsgegenstände, für die man sich freiwillig anmeldet und die nicht benotet werden. Im Zeugnis ist nur eine allfällige Teilnahme vermerkt.

Freigegenstände oder unverbindliche Übungen können beispielsweise lebende oder alte Fremdsprachen, muttersprachlicher Unterricht, Chorgesang, Spielmusik, Sport, darstellendes Spiel, musikalisches Gestalten, bildnerisches Gestalten oder andere Interessen- oder Begabtenförderung sein. Das konkrete Angebot hängt von den individuellen Möglichkeiten der Schulen ab.
- Förderunterricht gibt es (an Haupt-, Berufs- und Mittelschulen teilweise verpflichtend) für Schüler
  - a) die eines zusätzlichen Lernangebotes bedürfen, um dem Pflichtgegenstand zu folgen;
  - b) in Sonderschulen, die sich auf einen Umstieg in eine andere Schulform vorbereiten;
  - c) in leistungsdifferenzierten Schulformen als Vorbereitung für den Umstieg in eine höhere Leistungsgruppe.

Für Wahlpflichtgegenstände, Freigegenstände, unverbindliche Übungen und Förderunterricht bedarf es einer Mindestanzahl von Anmeldungen, damit der betreffende Unterricht stattfindet. Die nötige Anzahl ist bei öffentlichen Schulen in verschiedenen Verordnungen festgelegt, bei Privatschulen legt sie der Schulerhalter fest. Ab der 9. Schulstufe kann die An- und Abmeldung von Freigegenständen, unverbindlichen Übungen sowie am Förderunterricht selbstständig erfolgen.

### Sonderfall Religionsunterricht
In Österreich darf sich der Staat aufgrund des 1933 mit dem Vatikan geschlossenen Konkordates oder des in der Verfassung festgelegten Gleichbehandlungsgrundsatzes nicht in die Belange des Religionsunterrichtes einmischen. Das heißt, dass die Religionsgemeinschaften für Einstellung, Fortbildung und Beaufsichtigung der Lehrer sowie für die Erstellung und Einhaltung der Lehrpläne selbst zuständig sind und dafür auch Unterstützungen vom Bund erhalten (Personalkosten).
Die Aus- und Fortbildung der Religionslehrer fand bis 2007 an den jeweiligen religionspädagogischen Akademien (RPA) und Instituten (RPI) statt, seit Oktober 2007 an den Pädagogischen Hochschulen. Für die Verwaltung sind die Schulämter der Religionsgemeinschaften zuständig.
Der Religionsunterricht an sich ist für Schüler, die einer anerkannten Religionsgemeinschaft angehören, eine Pflicht-Lehrveranstaltung. Eltern von Kindern bis zum 14. Lebensjahr, danach die Schüler selbst haben allerdings in den ersten fünf Tagen jedes Schuljahres die Möglichkeit der Abmeldung.
Schüler ab dem 14. Lebensjahr, die keiner anerkannten Religionsgemeinschaft angehören oder deren Eltern, können sich zu einem Religionsunterricht ihrer Wahl anmelden.
→ Siehe auch: Religionsunterricht in Österreich

## Schulpflicht
In Österreich ist durch Artikel 14 Absatz 7a Bundes-Verfassungsgesetz eine Schulpflicht von zumindest neun Jahren verankert. Im Schulpflichtgesetz ist eine Schulpflicht für alle Kinder festgelegt, die sich dauerhaft in Österreich aufhalten. Diese beginnt mit dem auf die Vollendung des sechsten Lebensjahres folgenden September und dauert neun Schuljahre.
Sie kann wie folgt erfüllt werden:
- Besuch einer öffentlichen oder mit Öffentlichkeitsrecht ausgestatteten Schule
- Besuch einer Privatschule ohne Öffentlichkeitsrecht (unter bestimmten Voraussetzungen)
- Teilnahme an häuslichem Unterricht (unter bestimmten Voraussetzungen)
- Besuch einer im Ausland gelegenen Schule (unter bestimmten Voraussetzungen).

Sie wurde bereits im Jahr 1774 von Maria Theresia für Österreich und die Kronländer generell eingeführt.

## Übersicht: Bildungsebenen und Schultypen
Der Aufbau des österreichischen Schulsystems ist im § 3. Schulorganisationsgesetz: Gliederung der österreichischen Schulen geregelt:

(1) Das österreichische Schulwesen stellt in seinem Aufbau eine Einheit dar. Seine Gliederung wird durch die Alters- und Reifestufen, die verschiedenen Begabungen und durch die Lebensaufgaben und Berufsziele bestimmt. Der Erwerb höherer Bildung und der Übertritt von einer Schulart in eine andere ist allen hierfür geeigneten Schülern zu ermöglichen. Schüler und Eltern sind über die Aufgaben und Voraussetzungen der verschiedenen Schularten zu informieren und insbesondere in der 4. und 8. Schulstufe sowie vor dem Abschluss einer Schulart über den nach den Interessen und Leistungen des Schülers empfehlenswerten weiteren Bildungsweg zu beraten.

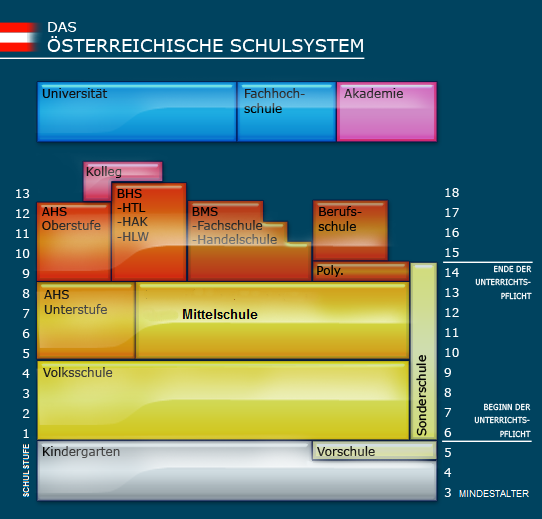
Die verschiedenen Schultypen in Österreich, systematische Gliederung, nach ISCED koloriert

(2) Die Schulen gliedern sich
1. nach ihrem Bildungsinhalt in:
a) allgemeinbildende Schulen,
b) berufsbildende Schulen.
2. nach ihrer Bildungshöhe in:
a) Primarschulen,
b) Sekundarschulen,
c) Akademien.
(3) Primarschulen sind
1. die Volksschule bis einschließlich der 4. Schulstufe,
2. die entsprechenden Stufen der Sonderschule.
(4) Sekundarschulen sind
1. die Oberstufe der Volksschule,
2. die Mittelschule,
3. die Polytechnische Schule,
4. die entsprechenden Stufen der Sonderschule,
5. die Berufsschulen,
6. die mittleren Schulen,
7. die höheren Schulen.
(6) Pflichtschulen sind
1. die allgemeinbildenden Pflichtschulen (Volksschulen, Mittelschulen, Sonderschulen, Polytechnische Schulen),
2. die berufsbildenden Pflichtschulen (Berufsschulen).
Vor der Schulpflichtigkeit besucht ein Teil der Kinder den Kindergarten (der Kinder meist ab dem Alter von sechs bis 30 Monaten aufnimmt), wobei der Besuch im auf den 5. Geburtstag folgenden Kindergartenjahr gesetzlich verpflichtend ist, sofern nicht schon eine Schule besucht wird. Mit dem sechsten Lebensjahr beginnt die allgemeine Schulpflicht, wobei der 31. August als Stichtag gilt. Vor dem Eintritt in die Volksschule (entspricht der Grundschule in Deutschland) kann noch die Vorschule besucht werden, wenn ein Kind als noch nicht schulreif eingestuft wird. Der Volksschulbesuch dauert in der Regel vier Jahre.
Nach der Volksschule wird vier Jahre lang eine Allgemeinbildende Höhere Schule (AHS) Unterstufe oder die Mittelschule besucht. Für eine Aufnahme an einer AHS muss man einen gewissen Notenspiegel vorweisen können und/oder eine Aufnahmeprüfung ablegen. Der Besuch einer Mittelschule ist für jeden möglich. Für Kinder mit sonderpädagogischem Förderbedarf gibt es die Sonderschule.
Nach dem Abschluss der achten Schulstufe besteht die Auswahl zwischen vier großen Schulrichtungen: AHS-Oberstufe, Berufsbildende Höhere Schule (BHS), Berufsbildende Mittlere Schule (BMS) und Polytechnische Schule mit anschließender Berufsschule. Alle Richtungen stehen jedem unabhängig von der zuvor besuchten Schule frei, allerdings werden vor allem an den BHS die Schüler nach Notenspiegel und mittels Eignungstests ausgewählt.
BHS und AHS schließen mit der Matura ab, die zum Besuch von Universitäten, Fachhochschulen, Pädagogischen Hochschulen, Akademien und Kollegs berechtigt. Die Säule der Berufsbildung wird in den Bereichen BMHS (Berufsbildende mittlere und höhere Schulen) und durch Ergänzungen zum Lehrberuf zusammengefasst.
Die Unterteilung in Vorschulische Erziehung, Grundbildung, Sekundarbildung Unterstufe, Sekundarbildung Oberstufe, Postsekundäre Bildung, Tertiäre Bildung ist nach der ISCED (International Standard Classification of Education) Klassifizierung der UNESCO erfolgt.
- Siehe auch: Liste der Schulformen in Österreich – eine Übersicht

### Rechtsgrundlagen der Bildungseinrichtungen des Schul- und Erziehungswesens
Die Gesamtheit aller Bildungseinrichtungen des Schul- und Erziehungswesens (sowie des Gesundheitswesens) ist im § 2 Begriffsbestimmungen des Bildungsdokumentationsgesetzes 2002 (BGBl. I Nr. 12/2002) zusammengefasst:
1. unter Bildungseinrichtungen des Schul- und Erziehungswesens sowie des Gesundheitswesens:
a) Schulen einschließlich der Praxisschulen, Übungskindergärten, -horte und -schülerheime gemäß Schulorganisationsgesetz, BGBl. Nr. 242/1962,
b) Schulen gemäß Land- und forstwirtschaftlichem Bundesschulgesetz, BGBl. Nr. 175/1966,
c) Schulen gemäß Bundesgesetz über Schulen zur Ausbildung von Leibeserziehern und Sportlehrern, BGBl. Nr. 140/1974,
d) Schulen gemäß Bundesgesetz betreffend die Grundsätze für land- und forstwirtschaftliche Berufsschulen, BGBl. Nr. 319/1975,
e) Schulen gemäß Bundesgesetz betreffend die Grundsätze für land- und forstwirtschaftliche Fachschulen, BGBl. Nr. 320/1975,
f) Schulen gemäß Forstgesetz 1975, BGBl. Nr. 440 (Forstfachschulen),
g) Schulen gemäß Privatschulgesetz, BGBl. Nr. 244/1962,
h) Schulen gemäß Land- und forstwirtschaftlichem Privatschulgesetz, BGBl. Nr. 318/1975,
i) Schulen, Lehrgänge, Sonderausbildungen und Weiterbildungen gemäß Gesundheits- und Krankenpflegegesetz – GuKG, BGBl. I Nr. 108/1997,
j) medizinisch-technische Akademien und Sonderausbildungskurse gemäß Bundesgesetz über die Regelung der gehobenen medizinisch-technischen Dienste – MTD-Gesetz, BGBl. Nr. 460/1992,
k) Hebammenakademien und Sonderausbildungskurse gemäß Hebammengesetz – HebG, BGBl. Nr. 310/1994;
l) Lehrgänge und Schulen für medizinische Assistenzberufe gemäß Medizinische Assistenzberufe-Gesetz (MABG), BGBl. I Nr. 89/2012;
m) Ausbildungsmodule gemäß Sanitätergesetz – SanG, BGBl. I Nr. 30/2002 sowie
n) Ausbildungen, Aufschulungsmodule, Spezialqualifikationsausbildungen und Ausbildungen für Lehraufgaben gemäß Medizinischer Masseur- und Heilmasseurgesetz – MMHmG, BGBl. I Nr. 169/2002;
o) Lehrgänge für Zahnärztliche Assistenz und Weiterbildungen in der Prophylaxeassistenz gemäß Zahnärztegesetz, BGBl. I Nr. 126/2005;
2. unter Bildungseinrichtungen des Schul- und Erziehungswesens ferner:
a) Universitäten gemäß Universitätsgesetz 2002, BGBl. I Nr. 120,
b) Pädagogische Hochschulen (öffentliche Pädagogische Hochschulen und anerkannte private Pädagogische Hochschulen sowie private Studienangebote) gemäß Hochschulgesetz 2005 2005, BGBl. I Nr. 30/2006,
c) die Universität für Weiterbildung Krems gemäß DUK-Gesetz 2004, BGBl. I Nr. 22,
d) Privatuniversitäten gemäß Privatuniversitätengesetz, BGBl. I Nr. 74/2011;
e) theologische Lehranstalten gemäß Artikel V § 1 Abs. 1 des Konkordates zwischen dem Heiligen Stuhle und der Republik Österreich, BGBl. II Nr. 2/1934,
f) Fachhochschul-Studiengänge und Fachhochschulen gemäß Fachhochschul-Studiengesetz, BGBl. Nr. 340/1993 und
g) außeruniversitäre Bildungseinrichtungen, die Lehrgänge universitären Charakters gemäß § 27 Universitäts-Studiengesetz, BGBl. I Nr. 48/1997, anbieten im Rahmen ihrer Tätigkeit für solche Lehrgäng
- Siehe auch: Liste der Schulformen in Österreich – eine Übersicht.

### Organisatorische Unterrichtsformen
In § 8 des Schulorganisationsgesetzes sind die Begriffsbestimmungen von der Vorschule bis zur Oberstufe bzw. Berufsschule und für Schulen für Berufstätige festgelegt. Grundsätzlich werden zu beurteilende Unterrichtsgegenstände und nicht beurteilte Unterrichtsveranstaltungen unterschieden.
- Pflichtgegenstände sind Unterrichtsgegenstände, die für jeden in die jeweilige Schulform aufgenommenen Schüler verpflichtend sind, sofern er nicht befreit ist (beispielsweise als Maturant in den Standardgegenständen Deutsch, Mathematik etc. einer berufsbildenden Fachschule).
- Alternative Pflichtgegenstände, auch Wahlpflichtfächer genannt, sind Unterrichtsgegenstände, die aus einem Fächerkanon des betreffenden Schultyps auswählt werden und wie ein Pflichtfach gewertet werden. Sie sind üblicherweise in allgemeinbildenden Schulen zu finden.
- Verbindliche Übungen sind Unterrichtsveranstaltungen, die für jeden in die jeweilige Schulform aufgenommenen Schüler verpflichtend sind, aber nicht beurteilt werden. Dazu zählt beispielsweise der gesamte Unterricht in der Vorschule. Sonst sind sie eher selten anzutreffen, manche sind jedoch gesetzlich vorgesehen, wie die Verkehrserziehung und eine lebende Fremdsprache in der Volksschule sowie die Berufsorientierung in den letzten beiden Klassen der Mittelschule bzw. der achtklassigen Volksschule.
- Förderunterricht ist eine Unterrichtsveranstaltung für Schüler, die einen zusätzlichen Bedarf haben um ein bestimmtes Niveau zu erreichen. Er ist vorgesehen für Schüler, welche die Anforderungen ungenügend erfüllen oder Umstellungsschwierigkeiten nach einem Schulwechsel haben; als Vorbereitung für den Umstieg in eine höhere Leistungsgruppe; oder als Vorbereitung für den Umstieg von einer Sonderschule in eine andere Schule.
- Freigegenstände sind Unterrichtsgegenstände, zu denen man sich am Beginn des Unterrichtsjahres anmeldet. Sie werden beurteilt, was jedoch keinen Einfluss auf den erfolgreichen Abschluss einer Schulstufe hat.
- Unverbindliche Übungen sind Unterrichtsveranstaltungen, zu denen man sich ebenfalls zu Beginn des Unterrichtsjahres anmeldet. Im Zeugnis wird keine Beurteilung abgegeben, sondern nur die Teilnahme vermerkt. Sonst entsprechen sie weitgehend den Freigegenständen. Manche unverbindliche Übungen sind anzubieten, wie etwa Informatik in der Mittelschule sowie Bewegung und Sport in der Berufsschule.

Das sonstige Angebot für Freigegenstände und unverbindliche Übungen variiert sehr von Schule zu Schule. Oft üblich sind Fremdsprachen, spezifische Sportarten inklusive Schach, Chor, Instrumentalunterricht oder Orchester, Informatik, Kurzschrift, Maschinschreiben, Werken, Theater, Ernährung und Haushalt (letzteres ist allerdings in der zweiten Klasse der Mittelschulen ein Pflichtgegenstand) sowie sonstige spezielle Interessen- und Begabtenförderungen wie etwa chemische Übungen oder Multimedia.

## Vorschulische Erziehung, Kindergarten
Vorschulische Erziehung bzw. der Kindergarten dient vor allem der Vorbereitung auf die Schule. Er soll die Weichen für eine erfolgreiche soziale, motorische, emotionale und intellektuelle Entwicklung stellen sowie Sprachkompetenz in der Erst- und Zweitsprache vermitteln. Das soll der besseren Eingliederung der Kinder dienen und ermöglichen, dass (sprachliche) Probleme der Kinder früher erkannt werden.
Der Kindergarten kann in einem Alter von drei bis sechs Jahren besucht werden, wobei seit Herbst 2010 das letzte Jahr vor der Einschulung verpflichtend ist. Kinder im letzten Jahr vor der Schulpflicht müssen momentan mindestens insgesamt 20 Stunden pro Woche im Kindergarten gebildet werden. Zur Auswahl steht eine Teil- oder eine Vollzeitbetreuung.

## Grundbildung

### Volksschule
Die Volksschule kann im Rahmen der Schulpflicht von jedem Kind ab dem vollendeten sechsten Lebensjahr (Stichtag 31. August) besucht werden und umfasst vier Schulstufen. Sie entspricht der deutschen Grundschule. Der alternative Hausunterricht wird selten in Anspruch genommen.
Kinder, die bereits schulpflichtig, aber noch nicht schulreif sind, werden in die Vorschule aufgenommen. Die Schulreife wird durch eine Schulreifefeststellung durch den Direktor der Volksschule überprüft.
Seit der Lehrplanreform 2000 wird von vier Kulturtechniken gesprochen: Lesen, Schreiben, Rechnen und die Suche und Aufbereitung von Informationen. Im Lehrplan wurde diese neue Kulturtechnik in den allgemeinen Bestimmungen verankert.
Ab 2023 beginnen neue Volkschulklassen (auch die Vorschulklassen) mit einem neuen Lehrplan.
Normalerweise in vier Schulklassen eingeteilt, können kleinere Schulen meist in ländlichen Gebieten auch Schulstufen zusammenlegen, sodass eine Lehrperson in einem Klassenraum mehrere Schulstufen gleichzeitig unterrichten kann. In den vergangenen Jahren haben sich aber auch im Großraum Wien mehrere Schulen dazu entschlossen, eine oder mehrere Mehrstufenklassen zu führen. Auch eine Kombination mit Integrationsklassen ist nicht ungewöhnlich. Vorzugsweise herrscht das Einlehrersystem. Das bedeutet, dass ein Lehrer alle Fächer unterrichtet. Ausnahmen dabei sind zumeist Religion und Werkerziehung. In Gebieten mit anderssprachigen Minderheiten wird auch zweisprachiger Unterricht durchgeführt. In Schulen mit einem starken Ausländeranteil werden oft auch muttersprachliche Hilfslehrer eingesetzt.
In manchen Bundesländern müssen die Kinder mittlerweile schon ein Jahr vor dem Schulantritt eingeschrieben werden, damit man die Sprachkenntnisse des Kindes ermitteln kann. Sollte das Kind nur schlechte oder gar keine Kenntnisse der deutschen Sprache haben, so hat es die Möglichkeit, einen günstigen Sprachkurs zu besuchen, wo es auf spielerische Art Deutsch lernt.
Da als Schulerhalter der öffentlichen Schulen die jeweiligen Gemeinden (auch in Form von Zusammenschlüssen – so genannten „Schulgemeinden“) auftreten, ist für das Kind der Schulbesuch im sich aus dem Wohnsitz ergebenden Schulsprengel außer in den Fällen des häuslichen Unterrichtes, des Besuches einer Privatschule oder des „sprengelfremden Schulbesuches“ verpflichtend. Für einen sprengelfremden Schulbesuch ist einerseits die Zustimmung des Schulerhalters der zu besuchenden Schule Voraussetzung und andererseits eine Verpflichtungserklärung der Wohnsitzgemeinde, auf Dauer des Schulbesuches die anfallenden Schulbesuchskosten an den Schulerhalter der zu besuchenden Schule zu bezahlen.

### Sonderschule
Der Besuch einer Sonderschule kann die ganze Dauer der Schulpflicht hindurch erfolgen. Darüber hinaus können nach Beendigung der Schulpflicht noch ein freiwilliges zehntes und elftes Schuljahr angehängt werden. Dieser Schultyp dient zur Integration und Förderung von Kindern mit besonderem sonderpädagogischem Förderungsbedarf, sei es aufgrund physischer oder psychischer Handicaps oder körperlicher Behinderungen. Je nach Art der Problemstellung wird jedes Kind nach verschiedenen Lehrplänen unterrichtet und beurteilt, wobei die Klassengrößen gering sind.
Damit kann die persönliche Zuwendung und Unterstützung durch die Lehrkräfte für die einzelnen Schülerinnen und Schüler besonders groß sein.
Üblicherweise stellen die Lehrkräfte bei der Einschulung den besonderen Bedarf an Förderung fest. Danach erfolgt eine entsprechende pädagogische oder psychologische und medizinische Beurteilung der Sachlage. Prinzipiell liegt die endgültige Entscheidung über den Besuch einer Sonderschule ausschließlich bei den Erziehungsberechtigten, was manchmal gewisse Probleme schafft. Wird keine Sonderschule besucht, dann erfolgt die Integration in den anderen Schultypen im Rahmen der Pflichtschule, wobei zusätzlich zu den Lehrpersonen mit „normaler“ Ausbildung solche mit spezieller Sonderschulausbildung als Integrationslehrer Verwendung finden. Als fachliche Unterstützung und zur Supervision für diese Lehrer fungieren die Sonderpädagogischen Zentren, die organisatorisch meist an eine Sonderschule im jeweiligen Verwaltungsbezirk angeschlossen sind.

## Sekundarbildung Unterstufe
Österreich hat, ebenso wie Deutschland, als eines von wenigen westeuropäischen Länder ein differenziertes Sekundarstufe-I-Schulsystem (Elf- bis Fünfzehnjährige). Nach dem Abschluss der Volksschule besucht man meist eine AHS-Unterstufe (Gymnasium) oder die Mittelschule. Die Wahl des Schultyps sollte je nach bisherigem Schulerfolg und Begabung erfolgen; unabhängig davon spielen aber die soziale Stellung der Familie und die Wünsche der Eltern und Lehrer eine große Rolle. Weiters besucht in den größeren Städten ein bedeutend höherer Anteil eines Jahrgangs eine AHS als im ländlichen Raum.
Sowohl an der Mittelschule als auch in einer AHS-Unterstufe herrscht Anwesenheitspflicht. Die Schüler werden nach einem Fachlehrer-System unterrichtet. Das heißt, anstatt wie in der Volksschule von einem Lehrer in fast allen Fächern unterrichtet zu werden, werden die Schüler von einem Fachlehrer in ein bis zwei Unterrichtsgegenständen unterrichtet. Die Ausbildung an diesen Schulen dauert vier Jahre.
Mit Ausnahme von Privatschulen ist der Besuch von sekundärbildenden Schulen kostenlos. Bezahlt werden nur Unterrichtsmaterialien, ein Selbstbehalt für Schulbücher und für den Schülerfreifahrtsausweis sowie Mitgliedsbeiträge an den Elternverein, EDV-Kosten oder andere Zusatzleistungen.

### Ehemalige „Kooperative Mittelschule“ und ehemalige „Neue Mittelschule“
Ein altes Schulangebot war die Kooperative Mittelschule (KMS), an der auf Basis des Lehrplans der Mittelschule und des Realgymnasiums unterrichtet wurde. An den KMS wurden sowohl Pflichtschullehrer als auch Bundeslehrer (AHS-Lehrer) eingesetzt, und auf die besondere Förderung von Fähigkeiten und Neigungen wurde ein größerer Wert als in der Hauptschule gelegt. Praktisch alle Kooperativen Mittelschulen waren offiziell Hauptschulen mit Schulversuchen, obwohl es auch Gymnasien möglich gewesen wäre, ihre Unterstufen als solche zu führen.
Grundsätzlich erfolgte nach der Einschulung in der Mittelschule bis Weihnachten in den Gegenständen Deutsch, Englisch und Mathematik eine Einstufung in eine von drei Leistungsgruppen, wobei die erste Leistungsgruppe nach demselben Lehrplan wie in den Allgemeinbildenden Höheren Schulen unterrichtet wurde. Damit war und ist – entsprechenden Lernerfolg vorausgesetzt – jederzeit der Übertritt von der Hauptschule in die Unterstufe der AHS möglich.
Grundsätzlich standen und stehen den Schülern nach dem Abschluss der Mittelschule neben der Polytechnischen Schule alle weiterführenden Schulen offen, allerdings wird die AHS-Oberstufe nur von etwa 6 % besucht, viel häufiger dagegen die BHS.
Immer mehr Mittelschulen gingen von der Beurteilung mittels Leistungsgruppen weg und führten so genannte „Schulversuche“ ein. So gab es beispielsweise Mittelschulen, die den Schülern einen „beruflichen Zweig“ und einen „schulischen Zweig“ anboten; im schulischen Zweig wurde der allgemeinbildende Stoff unterrichtet, während der „berufliche Zweig“ eher auf eine spätere Lehre vorbereitete.
In einigen Bundesländern, wie etwa in der Steiermark, wurden als Schulversuch sechsklassige Realschulen als integrierter Teil von Hauptschulen geführt.

### Mittelschule
An der Mittelschule soll eine grundlegende Allgemeinbildung vermittelt und der Grundstein für mittlere und höhere Schulen gelegt werden. Für die Aufnahme an einer Mittelschule ist nur ein positiver Abschluss der vierten Schulstufe nötig. Hier werden sowohl Pflichtschullehrer als auch Bundeslehrer (AHS-Lehrer) eingesetzt, und auf die besondere Förderung von Fähigkeiten und Neigungen wurde ein größerer Wert als in der Hauptschule gelegt.
Nach jahrelangem Streit um eine gemeinsame Mittelschule für alle Kinder wurde 2008 der Schulversuch Neue Mittelschule (NMS) gestartet.
Die Neue Mittelschule wurde ab dem Herbst 2012 als Regelschule geführt und ersetzte seit 2015/16 die Hauptschule mittels Stufenplan.
Seit dem Jahr 2020/21 wurden alle Neue Mittelschulen durch Mittelschulen ersetzt. Ab 2023 gibt es einen neuen Lehrplan, beginnend mit der 5. Schulstufe.
Ob in Zukunft Unterstufen-Gymnasium und Mittelschule nebeneinander bestehen werden, ist unklar.

### AHS-Unterstufe
Tendenziell besuchen begabte Schüler nach der Volksschule eine Allgemeinbildende Höhere Schule (AHS).
Der Anteil der AHS-Schüler in der 5. Klasse betrug 1980/81 22,0 %, 1990/91 28,5 %, 2000/01 30,5 %, 2010/11 34,0 % und 2017/18 37,0 %. In Österreich ist der sozioökonomische Hintergrund auch besonders entscheidend ob eine AHS abgeschlossen wird.
Auf dem Land wird wegen der größeren Entfernungen zu Gymnasien oft auch die Mittelschule gewählt. Um an einer AHS-Unterstufe aufgenommen zu werden, muss das im Abschlusszeugnis der Volksschule vermerkt sein.
Die Leistungen in Deutsch und Mathematik müssen mit „Gut“ oder „Sehr gut“ bewertet worden sein oder die Lehrerkonferenz muss die Gymnasiumreife feststellen. Wer diese Voraussetzungen nicht erfüllt, kann eine Aufnahmeprüfung machen.
Schüler der höchsten Leistungsgruppe einer Hauptschule bzw. Mittelschule mit keiner schlechteren Note als „Befriedigend“ werden als Quereinsteiger nach der fünften, sechsten oder siebten Schulstufe ebenfalls aufgenommen. Sollte eine Fremdsprache der AHS-Unterstufe an der Hauptschule nicht unterrichtet worden sein, ist in ihr eine Prüfung abzulegen.
Grundsätzlich wird die Allgemeinbildende Höhere Schule Gymnasium genannt und es wird zwischen Gymnasien (BG/PG), Realgymnasien (BRG/PRG) und wirtschaftskundlichen Realgymnasien (WRG) unterschieden, wobei es ab der dritten Klasse (siebenten Schulstufe) leichte Unterschiede in den Lehrplänen gibt. In der Oberstufe werden diese Unterschiede größer. Manche AHS bieten mehrere dieser Schultypen an, manche nur einen.
- Das Gymnasium im klassischen Sinne dient vor allem der umfassenden humanistischen Allgemeinbildung. Ab der siebten Schulstufe wird eine weitere Fremdsprache unterrichtet, zum Beispiel Latein oder eine lebende Fremdsprache wie Französisch oder Spanisch. Eventuell können die Schüler die Sprache wählen. Es kann weniger Werkunterricht geben als in den anderen AHS-Typen. Besonders traditionsreiche Gymnasien dieses Typs werden als Akademische Gymnasien bezeichnet.

- Das Realgymnasium ist für naturwissenschaftlich Interessierte eingerichtet, das heißt mit verstärktem Unterricht in diesen Fächern (Mathematik, Geometrisches Zeichnen). Eine zweite Fremdsprache kommt bei diesem Schultyp erst in der neunten Schulstufe (Oberstufe) hinzu.

- Das Wirtschaftskundliche Realgymnasium hat einen wirtschaftlichen Schwerpunkt (Wirtschafts- und Sozialkunde).

Daneben gibt es Sonderformen als AHS mit Schwerpunkt im Rahmen der Schulautonomie. An allen AHS-Unterstufen wird ab der ersten Klasse bzw. dem fünften Schuljahr eine lebende Fremdsprache, meist Englisch, unterrichtet, an Gymnasien ab der dritten Klasse (seltener schon ab der zweiten Klasse) zusätzlich Latein oder eine lebende Fremdsprache (meist Italienisch oder Französisch), an Realgymnasien stattdessen geometrisches Zeichnen und verstärkt Mathematik.
Schüler mit einem positiven Abschluss der achten Schulstufe an einer AHS können in eine weiterführende berufsbildende Schule aufgenommen werden.

## Sekundarbildung Oberstufe
Die Sekundarstufe umfasst die Oberstufe der allgemeinbildenden höheren Schulen (AHS), die Berufsbildenden mittleren (BMS) und höheren Schulen (BHS), zusammen BMHS, sowie Aufbaulehrgänge der Weiterbildung. Die Höheren Schulen schließen mit der Matura, die mittleren Schulen mit Diplom ab. Berufsbildende Schulen umfassen auch eine Ausbildung in einem Lehrberuf einschließlich Gewerbeberechtigung.

### AHS-Oberstufe
In der fünften Klasse AHS (neunten Schulstufe) beginnt die AHS-Oberstufe. Die drei Formen der AHS werden fortgesetzt und teilweise noch verfeinert. Zusätzlich gibt es das Oberstufenrealgymnasium (ORG), das unter anderem dafür eingerichtet wurde, um Abgänger von Hauptschulen zur Matura zu führen. Wer die erste Leistungsgruppe der vierten Klasse (achten Schulstufe) einer Hauptschule mit guten Noten abgeschlossen hat oder in der zweiten Leistungsgruppe keine schlechtere Note als „Gut“ hat, braucht keine Aufnahmeprüfung abzulegen.
Ab der neunten Schulstufe wird eine weitere Fremdsprache, oft Latein, Französisch oder Italienisch, seltener Altgriechisch, Russisch, Spanisch oder eine Nachbarsprache unterrichtet.
Das Gymnasium spezialisiert sich in die nachfolgenden Formen (wobei nicht jede Schule jeden Zweig anbietet):
- Das Humanistische Gymnasium mit Latein und Altgriechisch.
- Das Neusprachliche Gymnasium mit Latein und einer lebenden Fremdsprache wie Französisch, Italienisch oder Spanisch.
- Das Realgymnasium mit etwas mehr Mathematik sowie wahlweise mit mehr Biologie, Chemie und Physik oder dem Fach Darstellende Geometrie.

Das wirtschaftskundliche Realgymnasium bietet in der Oberstufe verstärkt wirtschaftskundliche Gegenstände, z. B. Haushaltsökonomie und Ernährung.
Beim Oberstufenrealgymnasium ist einer der nachfolgenden Zweige zu wählen (wobei nicht jede Schule jeden Zweig anbietet):
- das naturwissenschaftliche Oberstufenrealgymnasium mit verstärkt Mathematik, Biologie, Chemie und Physik,
- das Musische Oberstufenrealgymnasium mit Instrumentalunterricht,
- das künstlerische ORG mit verstärktem Unterricht in bildenden Künsten
- informatischer oder Medienzweig mit verstärktem Unterricht in Informatik, modernen Medien ö.Ä.[41]

Im Rahmen der Schulautonomie kann bei allen gymnasialen Formen eine schulspezifische Schwerpunktsetzung vorgenommen werden.
Für die sechste Klasse (zehnte Schulstufe) müssen Wahlpflichtgegenstände festgelegt werden. Abhängig von schulautonomen Regelungen sind das mindestens zwischen zwei und acht Wochenstunden zusätzlich, auf drei Jahre aufgeteilt. Dabei wird zwischen vertiefenden und erweiternden Wahlpflichtgegenständen unterschieden. Unter erweiternd werden alle Fächer verstanden, die ansonsten nicht unterrichtet werden, vor allem Sprachen, aber auch Informatik. Vertiefende Wahlpflichtgegenstände werden zusätzlich zum normalen Unterricht in diesem Fach unterrichtet und sind für die Matura von Bedeutung. Eine Maturaprüfung muss in einen vertiefenden Wahlpflichtgegenstand, fächerübergreifend (etwa Englisch und Geschichte), ergänzend (in Kombination mit einer Fremdsprache oder Informatik oder über ein einjähriges Wahlpflichtfach) oder über eine eigene Fachbereichsarbeit abgelegt werden. In manchen AHS ersetzt seit einigen Jahren das modulare, schulautonome Kurssystem als Schulversuch die Wahlpflichtgegenstände.
Für die siebente Klasse (elfte Schulstufe) ist zwischen Musikerziehung und bildnerischer Erziehung sowie darstellender Geometrie, dem naturwissenschaftlichen Zweig (verstärkter Unterricht in Biologie, Physik und Chemie) und einer eventuellen schulautonomen Alternative zu wählen. Darstellende Geometrie oder Physik und Biologie sind Schularbeitsfächer. Wie bei jedem Auswählen von alternativen Gegenständen müssen sich genügend Schüler für die Eröffnung eines Zweiges melden.
Weiters besteht die Möglichkeit, die Matura an einem Gymnasium für Berufstätige (Abendgymnasium) abzulegen. Abendgymnasien wie das Abendgymnasium Wien bieten vor allem Berufstätigen, aber auch Schulabbrechern einer Tagesschule die Möglichkeit, eine vollwertige Matura zu erlangen.

### BHS und BMS – Berufsbildende Schulen (BMHS)
In Österreich gibt es zwei Formen berufsbildender Schulen im Sekundärsektor:
Berufsbildende höhere Schulen (BHS) können nach der achten Schulstufe besucht werden und bieten neben einer Berufsausbildung auch die Möglichkeit, nach fünf Jahren die Diplom- und Reifeprüfung zu erwerben. Der Vorteil gegenüber einer AHS ist hier, dass man sowohl die Studienberechtigung (mit der Matura) als auch eine komplette höhere Berufsausbildung erhält.
Die Ausbildung dauert allerdings gegenüber der AHS um ein Schuljahr länger. Hinsichtlich der Stundenzahl ist die Ausbildung an der BHS in etwa 3500 Stunden länger, was real etwa zwei Schuljahren entspricht.
Berufsbildende mittlere Schulen (BMS) sind Fach- oder Handelsschulen. Diese vermitteln berufliche Qualifikationen und Allgemeinbildung. Die Ausbildung dauert drei bis vier Jahre und endet mit einer Abschlussprüfung. Berufsbildende mittlere Schulen vermitteln Theorie und Praxis in den von ihnen angebotenen Schwerpunkten und Fachrichtungen.
Die Ausbildung soll den Absolventen einen direkten Einstieg in das angestrebte Berufsleben ermöglichen und ersetzt Gewerbeberechtigungen. Der Abschluss ermöglicht, einen zwei- oder dreijährigen Aufbaulehrgang zu absolvieren, um die Diplom- und Reifeprüfung an den BHS abzulegen. Weiter besteht die Möglichkeit im Rahmen der Fachschule über Zusatzprüfungen die Berufsreifeprüfung zu machen, welche im tertiären Bildungsbereich eine fachgebundene (eingeschränkte) Reifeprüfung ist.

#### HTL, HTBLA – technische, gewerbliche und kunstgewerbliche Schulen
Höhere Technische Lehranstalten (HTL) und
Höhere technische Bundeslehranstalten (HTBLA) dienen vor allem der technischen Berufsausbildung. Die Fächer bestehen zum einen Teil aus allgemeinbildenden Fächern – inklusive einer lebenden Fremdsprache, normalerweise Englisch – und zum anderen Teil aus der technischen Spezialausbildung. Die Technischen Lehranstalten bieten je nach Standort unterschiedliche Schwerpunkte (Maschinenbau, Elektrotechnik, IT, Bautechnik, Chemie usw.). Entsprechend diesem Bereich sind die fünf Technischen und Gewerblichen Lehranstalten (TGLA) zu sehen.
Die HTL-Reife- und Diplomprüfung berechtigt zum Studium an allen Universitäten und Hochschulen. Nach dreijähriger Berufspraxis, die auf den in der HTL erworbenen Kenntnissen beruht, kann der Absolvent der HTL um die Qualifikationsbezeichnung „Ingenieur“ (Ing.) ansuchen, welche von Wirtschaftskammern sowie auch einigen Zertifizierungsstellen verliehen wird.
Auch hier sind etliche technische, gewerbliche und kunstgewerbliche Fachschulen der mittleren Bildung vorhanden, die, neben Aufbaulehrgängen, Kollegs und Meisterklassen, meist an der HTL als Zweig geführt werden (meist zwei- oder dreijährige Zweige).
Eine HTL mit angeschlossener Versuchsanstalt wird als HT(B)L(u)VA geführt.

#### HLA, HBLA, HGBLA, HLT – andere Gewerbeberufe
Die Abkürzung H(B)LA steht für Höhere Bundeslehranstalt. Diese weisen eine ähnliche Struktur wie HTLs auf, sind allerdings nicht technisch orientiert. Die Ausbildung dauert fünf Jahre und schließt mit einer Reife- und Diplomprüfung ab. Aufgrund des verbreiteten Klischees, dass in HBLAs Schülerinnen nur Handarbeiten und Kochen lernen würden, um später gute Hausfrauen zu werden, werden diese abwertend auch Knödelakademie genannt.
Unter diesem Begriff versammeln sich Schulen aus den Bereichen Kunstgewerbe einschließlich Mode und Bekleidungstechnik und anderem.
Eine HBLA mit angeschlossener Versuchsanstalt wird als H[B]L[u]VA geführt.
Bundeslehranstalten:
- Höhere Bundeslehranstalt für wirtschaftliche Berufe, Tourismus, Mode und Bekleidungstechnik Oberwart (HBLA Oberwart)[44]
- Höhere Bundeslehranstalt für Tourismus (Tourismusschulen Bad Gleichenberg, Tourismusschulen Villa Blanka, Tourismusschulen Salzburg, Kärntner Tourismusschule, Tourismusschulen Semmering, Tourismusschulen Salzkammergut, HLT Krems, Tourismusschulen Bad Leonfelden, Tourismusschulen Modul der WKW)
- Höhere Bundeslehranstalt für wirtschaftliche Berufe und höhere gewerbliche Bundeslehranstalt Fachrichtung Mode und Bekleidungstechnik HBLA Klagenfurt[45]
- Höhere Bundeslehranstalt für Kommunikation und Mediendesign (KMD), im CHS-Villach
- Höhere Bundeslehranstalt für künstlerische Gestaltung Linz (HBLA Kunst)
- Höhere Bundeslehranstalt für Mode und für Produktmanagement und Präsentation Linz (HBLA Lentia)[46]
- Höhere gewerbliche Bundeslehranstalt für Mode und Bekleidungstechnik und Höhere Bundeslehranstalt für wirtschaftliche Berufe Krems (HLA Mode Wirtschaft Krems, HLM/HLW)[47]
- Höhere gewerbliche Bundeslehranstalt Fachrichtung Mode und Bundesfachschule für wirtschaftliche Berufe, Ebensee-Pestalozziplatz (Modeschule Ebensee)[48]
- Höhere Lehranstalt für Design und Produktinnovation, Gesundheitsmanagement und Kultur-Kongressmanagement Steyr (HLW Steyr)[49]
- Höhere Bundeslehranstalt für Wirtschaftliche Berufe und höhere technische und gewerbliche Bundeslehranstalt Innsbruck (Ferrarischule)[50]
- Höhere Bundeslehranstalt für Mode, Graz-Ortweinplatz (Modeschule Graz)[51]
- Höhere Bundeslehranstalt für Mode und Wirtschaftliche Berufe (Kulturtouristik) – Wien 9 (HLMW9 Michelbeuern, ehem. HBLA9)[52]
- Höhere Bundeslehranstalt für Mode und Bekleidungstechnik sowie für künstlerische Gestaltung – Wien 16 (HBLA Herbststraße)[53]
- Höhere Bundeslehranstalt für Kommunikations- und Mediendesign, Rankweil (HLK)[54]

Daneben gibt es auch zahlreich an diesen Schulen mittlere Schulzweige, höhere Schulen (HLAs) und mittlere Schulen der Länder.

#### HAK, HAS – kaufmännische Berufe
Die Handelsakademie ist eine Schule mit Schwerpunkt auf Rechnungswesen und Betriebswirtschaft (diese Fächer werden in allen fünf Jahren unterrichtet und sind Pflichtgegenstände bei der Reife- und Diplomprüfung). Besonderer Wert wird auf die Vermittlung wirtschaftlicher Zusammenhänge und auf Sprachkompetenz gelegt, mittlerweile bieten aber auch mehrere HAKs in Österreich umfassende IT-Schwerpunkte – Handelsakademien für Wirtschaftsinformatik – (aber natürlich auch hier mit Hinblick auf eine mögliche Karriere in der Wirtschaft). Englisch und eine zweite lebende Fremdsprache (wahlweise meist Französisch, Italienisch oder Spanisch, an manchen Schulen auch Ostsprachen) werden ab der ersten Klasse (neunten Schulstufe) unterrichtet; an den meisten Handelsakademien besteht außerdem die Möglichkeit, spätestens ab der dritten Klasse (elfte Schulstufe) eine dritte lebende Fremdsprache als Freifach zu belegen.
Kaufmännische mittlere Schulen (Handelsschule, HAS – früher: HASCH) entsprechen der mittleren Bildung und dauern drei bis vier Jahre
HAK-Aufbaulehrgang: Für Handelsschulabsolventen besteht zudem die Möglichkeit, die HAK mit einem dreijährigen Aufbaulehrgang nachzuholen.
HAK für Berufstätige: Genauso wie beim Gymnasium kann auch bei der HAK eine Abendschule besucht werden. Sie dauert zwei Vorbereitungssemester und acht reguläre Studiensemester. Personen mit einem positiven Handelsschulabschluss haben die Möglichkeit, im dritten Semester einzusteigen oder in drei Jahren Abendunterricht die Diplom- und Reifeprüfung zu erwerben.

#### HLWB, FSWB, HUM – Dienstleistungs- und Sozialberufe
Die Höhere Lehranstalt für wirtschaftliche Berufe (HLW, HLWB) dient der Ausbildung in gehobenen Berufen in betriebsmäßigen Großhaushalten (Tourismus, und ähnliches) und auch der Vorbereitung für Sozialberufe. Im mittleren Sektor entspricht dem der Bereich Humanberufliche mittlere Schulen (HUM) und die Fachschulen für wirtschaftliche Berufe (FSWB).
Weitere Schulen der Fachrichtung:
- Bundeslehranstalt für Sozialmanagement

#### BAfEP und Andere – Lehrer- und Erzieherbildung
Zu diesen Anstalten zählten früher auch die Lehrerbildungsanstalten (Ausbildung zu Volksschullehrer[inne]n). Diese Ausbildung ging dann an die Pädagogischen Akademien über und findet nun an den Pädagogischen Hochschulen statt.
Zurzeit bestehen folgende Arten:
- Bildungsanstalt für Elementarpädagogik (BAfEP)
- Bildungsanstalt für Sozialpädagogik (BASOP)
- Bundeslehranstalt für Leibeserziehung

Auch hier gibt es mittlere Fachschulen für Sozialberufe.
Insgesamt gibt es in Österreich (Stand 2007) 35 Schulstandorte der BAKIP und BASOP (Burgenland: 1 BAKIP; Kärnten:1 BAKIP; Niederösterreich: 5 BAKIP, 1 BASOP, 1 Zentrallehranstalt (BISOP); Oberösterreich: 5 BAKIP, 1 BASOP; Salzburg: 2 BAKIP; Steiermark: 6 BAKIP, 1 BASOP; Tirol: 3 BAKIP, 1 BASOP; Vorarlberg: 1 BAKIP; Wien: 5 BAKIP, 1 BASOP). Gesamt besuchten (Beginn des Schuljahres 2006/07) 9.372 Schüler eine Pädagogische Schule.

#### HLFS, LFS – Land- und Forstwirtschaftliche Berufe
Die höheren Land- und forstwirtschaftlichen Lehranstalten des Bundes (HLFS) und die land- und forstwirtschaftliche Schulen (LFS) vermitteln neben den land- und forstwirtschaftliche Fachschulen (LFS, BMS im Kompetenzbereich Landesregierung) „alle Kenntnisse und Fertigkeiten, die zur Ausübung leitender und gehobener Tätigkeiten in land- und forstwirtschaftlichen“ Berufen nötig sind.
Eine HLFS mit angeschlossener Forschungsanstalt wird als HBLFA geführt.
- Höhere Bundeslehranstalt für alpenländische Landwirtschaft Ursprung (HLFS Ursprung), Elixhausen[59]
- Höhere Bundeslehr- und Forschungsanstalt für Landwirtschaft Raumberg-Gumpenstein (HBLFA Raumberg, ex Höhere Bundeslehranstalt für alpenländische Landwirtschaft Raumberg/Trautenfels)[60]
- Höhere Bundeslehranstalt für Forstwirtschaft Bruck an der Mur (HLFS Bruck/Mur)
- Höhere Bundeslehranstalt und Bundesamt für Wein- und Obstbau Klosterneuburg (Alma Mater Babonensis, LFZ Klosterneuburg)
- Höhere Bundeslehr- und Forschungsanstalt für Gartenbau Wien, Schönbrunn (HBLFA Schönbrunn)[61]
- Höhere Bundeslehr- und Forschungsanstalt Francisco-Josephinum Wieselburg, Schloss Weinzierl (FJ, HBLFA/LFZ)

### PS/PTS – Polytechnische Schule
Polytechnische Schulen (PS, PTS) werden hauptsächlich von Jugendlichen besucht, die unmittelbar nach dem Ende der Schulpflicht einen Beruf erlernen wollen. Die PS/PTS stellen daher meist das letzte Pflichtschuljahr dar und vermitteln den Schülern grundlegende Fähigkeiten, Fertigkeiten und Kenntnisse (Schlüsselqualifikationen) als Vorbereitung auf eine Lehre. Wird kein Lehrplatz oder eine Arbeitsstelle gefunden, besteht die Möglichkeit, freiwillig ein zehntes Schuljahr zu absolvieren.

### BS – Berufsschule
Die Berufsschule (BS), fachlich auch Berufsbildende Pflichtschule (BPS), muss parallel zu einer Lehre besucht werden (verpflichtende Duale Ausbildung). Die Dauer beträgt meist zwei bis vier Jahre und hängt von der Art der Lehre ab. Entweder wird die Berufsschule ganzjährig an mindestens einem Wochentag oder saisonal oder lehrgangsmäßig in Blöcken (insgesamt zumindest acht bis zehn Wochen im Jahr) besucht.
Die Berufsschule hat die Aufgabe, berufsschulpflichtigen Personen in Lehr- und Ausbildungsverhältnissen sowie Personen in Ausbildungsverhältnissen, die zum Besuch der Berufsschule berechtigt sind, in einem fachlich einschlägigen Unterricht grundlegende, theoretische Kenntnisse zu vermitteln, ihre betriebliche oder berufspraktische Ausbildung zu fördern und zu ergänzen sowie ihre Allgemeinbildung zu erweitern (BGBl. I Nr. 74/2013, Art. 1Z1).
Wenn möglich, sind für betriebswirtschaftlichen und fachtheoretischen Unterricht Leistungsgruppen zur Förderung einzurichten.
Insgesamt gibt es in Österreich 158 (2011/12)
Berufsschulen, öffentlich-rechtliche ebenso wie private (meist von Innungen und anderen Berufsverbänden). 62 sind Landesberufsschulen (in Trägerschaft der Länder, in Tirol heißen diese Fach-Berufsschulen, in OÖ nur Berufsschulen).

## Sonderformen der allgemeinbildenden höheren Schulen (Unter- und/oder Oberstufe)
Die Sonderformen sind im § 37 Schulorganisationsgesetz geregelt.

### Aufbaugymnasium bzw. Aufbaurealgymnasium
Das Aufbaugymnasium und Aufbaurealgymnasium ist eine Schule mit einer vierjährigen Oberstufe mit möglicher einjähriger Übergangsstufe, bei größeren Altersunterschieden mit gesonderten Klassen.
„Sie sind vornehmlich für Schüler bestimmt, die nach erfolgreichem Abschluss der acht Schulstufen der Volksschule das Bildungsziel einer allgemeinbildenden höheren Schule erreichen wollen.“

### Gymnasium/Realgymnasium/Wirtschaftskundliches Realgymnasium für Berufstätige
Gymnasium für Berufstätige, Realgymnasium für Berufstätige und Wirtschaftskundliches Realgymnasium für Berufstätige „haben die Aufgabe, Personen, die die achte Schulstufe erfolgreich abgeschlossen haben und das 17. Lebensjahr spätestens im Kalenderjahr der Aufnahme vollenden sowie eine Berufsausbildung abgeschlossen haben oder in das Berufsleben eingetreten sind, zum Bildungsziel einer allgemeinbildenden höheren Schule zu führen.“ Die sieben Schulen des Bundes sind als Abendgymnasium geführt und teilweise anderen Schulen angeschlossen.
Zusätzlich gab es das Bundesrealgymnasium für Berufstätige an der Theresianischen Militärakademie in Wiener Neustadt. Der letzte Klassenzug dieser Institution endete mit dem Schuljahr 2011/2012. Das Gymnasium wurde im Jahr 2014 ersatzlos aus dem Schulorganisationsgesetz gestrichen.

### Musisches Gymnasium und Sportgymnasium
Die Allgemeinbildenden höheren Schulen unter besonderer Berücksichtigung der musischen oder der sportlichen Ausbildung können ganze Schulen sein oder als einzelne Klassenzweige als Sonderformen geführt werden.
- Das Musische Gymnasium fördert künstlerische Ausdrucksformen
- Das Sportgymnasium sportliche Tätigkeiten. Zwei dieser Gymnasien (Saalfelden, Stams) sind als Skigymnasium besonders auf Wintersport fokussiert.

### Externisten
In Österreich besteht die Möglichkeit einer Externistenreifeprüfung für Schulabbrecher. In dieser werden nach Ansuchen beim zuständigen Landesschulrat, Zulassungsprüfungen an einer bestimmten öffentlichen Schule abgelegt. In den Landesschulräten existieren eigens dafür eingerichtete Externisten-Kommissionen. Nach Ablegung aller Zulassungsprüfungen und Bestehen der Reifeprüfung bei diesen zugewiesenen öffentlichen Schulen kann mit der AHS-Matura abgeschlossen werden. Der Lernstoff kann frei wählbar entweder selbst zuhause oder in speziell dafür eingerichteten privaten Maturaschulen angeeignet werden.

### WSH – Werkschulheim
Werkschulheime bilden eine Sonderform im österreichischen Schulsystem. Sie kombinieren AHS und Lehrabschluss und stellen eine frühe Parallelbildung zu den HTLs dar. In ganz Österreich gibt es derzeit nur zwei Werkschulheime, das Werkschulheim Felbertal und das Evangelische Gymnasium Wien.

## Berufsbegleitende Sekundarbildung

### Lehranstalten und Schulformen für Berufstätige
Angeboten wird die berufsbegleitende Sekundarbildung von den meisten BHS und den speziellen höheren Lehranstalten für Berufstätige, wie auch WIFI und bfi, in eigenen Klassen, oder berufsbegleitend als Abendschule.

### Berufsreifeprüfung (Berufsmatura), Aufbaulehrgang
Die Berufsreifeprüfung (umgangssprachlich Berufsmatura) ist eine berufsbildungsparallele allgemeine Studienberechtigung, dem AHS/BHS-Abschluss gleichgestellt. Sie ist für Absolventen des dualen Systems (mit Lehrabschlussprüfung), für Absolventen von mindestens dreijährigen mittleren Schulen, von Schulen für Gesundheits- und Krankenpflege oder von Schulen für den medizinisch-technischen Fachdienst u. ä. möglich.
Aufbaulehrgänge werden ebenfalls berufsbegleitend angeboten. Sie bieten eine vollwertige Reife- und Diplomprüfung wie eine BHS und richten sich ebenfalls an Fachschüler.

### Kolleg
Kollegs richten sich an Maturanten und führen zu einer der BHS entsprechenden Diplomprüfung.

## Postsekundäre Bildung
Als postsekundäre Bildungseinrichtungen gelten Institutionen, die Studien im Ausmaß von mindestens sechs Semestern durchführen, bei denen die Zulassung die allgemeine Universitätsreife oder bei künstlerischen Studien den Nachweis der künstlerischen Eignung voraussetzen. Dazu zählen Universitäten, Fachhochschulen, Akademien und Kollegs.
Die Studiendauer bei Akademien und Kollegs ist kürzer als an Fachhochschulen und Universitäten, der Besuch von staatlich oder öffentlich geführten Akademien ist kostenlos, abgesehen von den Kosten für Unterrichtsmaterialien. Es gibt aber auch private Akademien, für deren Besuch Ausbildung- oder Studiengebühren anfallen.
Ein Kolleg soll AHS-Maturanten die Möglichkeit bieten, in (im Vergleich zu Universitäten) kurzer Zeit unterschiedlichste Ausbildung zu erwerben. Es herrscht eine schulmäßige Anwesenheitspflicht mit fixen Schularbeits- und Testterminen. Zur Aufnahme genügt die Matura oder alternativ eine Berufsreife- oder Studienberechtigungsprüfung, nur pädagogisch-soziale, fremdsprachliche oder künstlerische Kollegs verlangen einen Eignungstest. Es gibt Kollegs als Tagesform, aber auch berufsbegleitende Formen. Auch Abgänger von vierjährigen Fachschulen können das Kolleg in der Fachrichtung, in der der Fachschulabschluss erlangt wurde, besuchen.
Höhere Technische Lehranstalten – Berechtigungen in der Europäischen Union: Diplom- und Reifeprüfungszeugnisse sind gemäß Richtlinie 95/43/EG vom 20. Juli 1995 der Nachweis einer reglementierten Ausbildung im Sinn von Anhang D der Richtlinie 92/51/EWG und einem Diplom im Sinne dieser Richtlinie gleichgestellt (Postsekundäre oder universitätsähnliche Ausbildungsstufe mit mehr als ein Jahr und weniger als drei Jahren Studiendauer).
Postsekundäre Sonderformen der HTL (Aufbaulehrgang und Kolleg) dauern vier bis sechs Semester.
Österreichische Fachhochschulen rechnen einschlägige Vorkenntnisse von HTL-Absolventen an und ermöglichen dadurch einen direkten Einstieg in das 3. Semester.
Deutsche Fachhochschulen bieten vermehrt spezielle, auf die Vorbildung der HTL zugeschnittene Kurse in Österreich an. In der Regel werden vier Semester Vorbildung anerkannt, wodurch ein FH-Abschluss in der halben Studiendauer möglich ist. Britische und amerikanische Universitäten bieten teilweise Kurse an, die in zwei Semestern den Bachelor-Abschluss ermöglichen.

## Tertiäre Bildung
Zu den tertiären Bildungseinrichtungen zählen in Österreich die Universitäten, Fachhochschulen und Pädagogischen Hochschulen. Für den Besuch ist ein Studienberechtigungszeugnis (meist das Maturazeugnis) nötig.

### Studiengebühren und Stipendien
Pro Semester ist eine Studiengebühr in der Höhe von 363,63 Euro (früher: 5.000 ATS) zu entrichten (diese wird ebenfalls von den meisten Fachhochschulen eingefordert, es liegt ihnen aber frei, diese anzupassen oder ganz entfallen zu lassen). Im September 2008 wurde jedoch die Studiengebühr durch eine Gesetzesnovelle für viele Studierende an Universitäten und Pädagogischen Hochschulen abgeschafft. Die Befreiung umfasst insbesondere Studierende, die ihr Studium in Regelstudiendauer plus zwei Toleranzsemester betreiben, berufstätige Studierende (mit einer Beschäftigung über der Geringfügigkeitsgrenze), behinderte Studierende und Studierende, die sich vorwiegend um die Betreuung von Kindern vor dem Schuleintritt kümmern. Von Nicht-EWR-Bürgern sind die Gebühren weiterhin zu entrichten. Bei Studien, in denen der Bachelor-Abschluss zur Berufsausübung berechtigt (etwa den medizinisch-technischen Berufen), werden die Kosten eines Masterstudiums meist kostendeckend, also mit etwa 2.400 Euro in Rechnung gestellt.
Zur Unterstützung von finanziell schlechter gestellten jüngeren Studienwilligen (es besteht eine Altersgrenze) gibt es Studienbeihilfen und Stipendien. Ihre Höhe hängt von finanzieller Bedürftigkeit und Studienerfolg ab.

### Studienrichtungen und Zugangsbeschränkungen
| Fach | Inskr. | Ap. |
| --- | ------ | --- |
| Wirtschafts- und Sozialwissenschaften                                                                                     | 4991   |     |
| Rechtswissenschaften | 4843   |     |
| Publizistik, Kommunikationswissenschaften                                                                                 | 2348   | *   |
| Pädagogik | 2220   |     |
| Psychologie | 2174   | *   |
| Wirtschaftsrecht | 2040   |     |
| Biologie | 1831   |     |
| Anglistik/Amerikanistik                                                                                                   | 1754   |     |
| Deutsche Philologie | 1608   |     |
| Architektur | 1521   |     |
| Informatik | 1491   |     |
| Humanmedizin | 1396   | *   |
| Wirtschaftswissenschaften                                                                                                 | 1386   |     |
| Betriebswirtschaft | 1276   |     |
| Übersetzen und Dolmetschen                                                                                                | 1274   |     |
| Geschichte | 1222   |     |
| Politikwissenschaft | 1217   |     |
| Pharmazie | 1043   |     |
| Soziologie | 1009   |     |
| Theater-, Film-, Medienwissenschaft                                                                                       | 0928   |     |
| Inskribenten: Ordentliche Studien im ersten Semester Ap. derzeit Aufnahmeprüfung Quelle: APA/Universitäten/SN, Stand 2010 |        |     |

In Österreich sind etwa 200 verschiedene Studiengänge möglich (WS 2009/10: 203).
Von den beliebten Studienrichtungen (20 mit über 1000 Anfängern) haben bis 2010 drei eine Zugangsprüfung einführen müssen, um die Erstsemstrigenzahlen unter Kontrolle zu halten. Mit 2011 werden weitere Top-Studiengänge Studieneingangsphasen schaffen. Auf die 20 beliebtesten Studien entfallen knapp 2⁄3 (WS 2009/10: 60,4 %) der Studenten.

### Lehranstalten des Tertiärsektors

#### Universität
Öffentliche Universitäten gibt es in Österreich in der Bundeshauptstadt Wien (9), in den Landeshauptstädten Linz (2), Salzburg (2), Graz (4), Innsbruck (2) und Klagenfurt sowie in Leoben. Auf eigener gesetzlicher Grundlage beruhen die Universität für Weiterbildung Krems und das Institute of Science and Technology Austria (ISTA) in Maria Gugging (Niederösterreich). Daneben gibt es staatlich akkreditierte Privatuniversitäten.
Neben dem Studienberechtigungszeugnis ist manchmal auch eine Zulassungs- oder Aufnahmeprüfung nötig (etwa bei medizinischen Studien). Die Regelstudiendauer für das Diplomstudium liegt meist zwischen acht (Rechtswissenschaften) und zwölf Semestern (Medizin). In der Praxis ist die durchschnittliche Studiendauer aber um etliches höher (dreizehn Semester bei Rechtswissenschaften, siebzehn bei Medizin).
Traditionell wird das Diplomstudium mit den akademischen Graden „Magister der …“, z. B. „Magister der Sozial- und Wirtschaftswissenschaften“ (Mag. rer. soc. oec.) oder – in technischen Studien – „Diplom-Ingenieur“ (Dipl.-Ing. oder DI) abgeschlossen. In den Studien der Humanmedizin und der Zahnmedizin lautet bereits der Diplomgrad auf „Doktor der gesamten Heilkunde“ bzw. „Doktor der Zahnheilkunde“. Im Rahmen der Umstellung auf die Bachelor-Master-Architektur war ursprünglich vorgesehen, dass der Erstabschluss auf „Bakkalaureus der …“, z. B. „Bakkalaureus der Naturwissenschaften“ (Bakk. rer. nat.), und der Zweitabschluss auf „Magister der …“ oder – in technischen Studien – „Diplom-Ingenieur“ (Dipl.-Ing.) lauten soll. Seit 2006 werden jedoch englische Abschlussbezeichnungen Bachelor und Master, z. B. „Bachelor of Science“ (BSc) oder „Master of Arts“ (MA), vergeben, ausgenommen für technische Studienrichtungen, die weiterhin mit Dipl.-Ing. abgeschlossen werden können, und medizinische Studien, wo auch in Zukunft das Masterstudium mit dem akademischen Grad „Doktor der gesamten Heilkunde“ bzw. „Doktor der Zahnheilkunde“ abgeschlossen wird.
Die Doktoratsstudien schließen mit dem Doktorgrad „Doktor der …“, z. B. „Doktor der medizinischen Wissenschaft“ (Dr. scient. med.), oder dem Doktorgrad „Doctor of Philosophy …“ (PhD).
Bis Ende der 1970er Jahre wurde an den Wirtschaftsuniversitäten anstatt des Magisters auch der akademische Grad Diplom-Kaufmann Dipl.-Kfm. verliehen.

#### Fachhochschule
Fachhochschulen gibt es in Österreich seit 1994. Während die Universitätsstudien in vielen Fällen eher forschungsorientiert sind, überwiegt bei Fachhochschulen die Anwendungsorientierung.
Diplomstudiengänge an Fachhochschulen dauern in der Regel vier Jahre (acht Semester), wobei in einem Semester, meist im vorletzten, ein qualifiziertes Berufspraktikum zu absolvieren ist und im letzten Semester wegen der Diplomarbeit weniger Lehrveranstaltungen stattfinden. Auch in Fachhochschulen erfolgt die Umstellung auf das zweistufige Bologna-System. Bachelorstudien sind in der Regel dreijährig, Masterstudien dauern zwei Jahre.
An Fachhochschulen herrscht generell Anwesenheitspflicht, es gibt einen fixen Stundenplan und festgelegte Prüfungstermine. Die Studienplätze sind limitiert (meist zwischen 15 und 150 Studenten pro Jahrgang), die Bewerber werden einem mehrteiligen Auswahlverfahren unterzogen, das jede FH selbst festlegt. Zu diesem gehören meist eine schriftliche Bewerbung, ein schriftlicher Intelligenz- oder Eignungstest, eine Präsentation und ein persönliches Gespräch.
Im Gegensatz zu den Universitäten sind die Standorte der Fachhochschulen stärker dezentral verteilt und daher teilweise in kleineren Städten angesiedelt und auch in deren Umland an mehr Standorte verteilt – die Bildungserschließung außerhalb der Zentralräume gehört ebenso zum favorisierten Konzept der Fachhochschulen in Österreich wie die Nähe zu im Sektor F&E aktiven gewerblichen Räumen.
Ein Fachhochschulstudium schließt mit dem akademischen Grad Magister Mag. (FH) oder Diplomingenieur Dipl.-Ing. (FH) ab. Nach der Umstellung auf das zweistufige System werden wie an Universitäten Bachelor- und Mastergrade (ohne Zusatzbezeichnung FH) vergeben.
Technische Studienrichtungen können weiterhin mit Dipl.-Ing. (aber ohne Zusatzbezeichnung FH) abgeschlossen werden.
Im Anschluss an eine Fachhochschule kann auch ein Doktoratsstudium an einer Universität begonnen werden. Wenn die Studiendauer des Fachhochschul-Studienganges kürzer ist als die Regelstudienzeit des entsprechenden Studiums an der Universität, verlängert sich das Doktoratsstudium um die Differenz der Studiendauer.

#### Pädagogische Hochschule
An Pädagogischen Hochschulen können folgende Studienrichtungen absolviert werden:
- Lehramt für Volksschulen (Volksschullehrer)
- Lehramt für Hauptschulen (Hauptschullehrer)
- Lehramt für Sonderschulen (Sonderschullehrer)
- Informations- und Kommunikationspädagogik – Lehramt für den Fachbereich Information und Kommunikation an berufsbildenden mittleren und höheren Schulen
- Lehramt für Polytechnische Schulen.

Das Studium schließt mit dem Bachelor of Education (mit Inkrafttreten des neuen Gesetzes der pädagogischen Hochschulen, 2007) ab und berechtigt zum Unterrichten je nach der gewählten Studienrichtung.
Zurzeit gibt es das Masterstudium Bildungsmanagement und Schulentwicklung an der pädagogischen Hochschule in Graz, Wien und Linz, welches mit dem anerkannten Titel Master of Arts (M. A.) abschließt, der zu einem anschließenden Doktoratsstudium in Erziehungswissenschaften an einer Universität berechtigt.
An Standorten mit Berufspädagogischen Instituten (Wien, Graz, Linz und Innsbruck) können zusätzlich folgende Studienrichtungen absolviert werden:
- Informations- und Kommunikationspädagogik – Lehramt für den Fachbereich Information und Kommunikation an berufsbildenden mittleren und höheren Schulen
- Berufsschulpädagogik – Lehramt für Berufsschulen (Berufsschullehrer)
- Technisch-gewerbliche Pädagogik – Lehramt für den technisch-gewerblichen Fachbereich an berufsbildenden mittleren und höheren Schulen (Lehrer für den technischen und gewerblichen Fachunterricht an einer HTL, HLT oder Fachschule)
- Ernährungspädagogik – Lehramt für den Fachbereich Ernährung an berufsbildenden mittleren und höheren Schulen
- Mode- und Designpädagogik – Lehramt für den Fachbereich Mode und Design an berufsbildenden mittleren und höheren Schulen.

Voraussetzung für die Aufnahme in den Schuldienst als Berufsschullehrer und Lehrer für den technischen und gewerblichen Fachunterricht sind eine einschlägige Fachausbildung (mindestens Abschluss der Meisterprüfung und Matura für Lehrer des praktischen Unterrichts sowie Matura für Lehrer des allgemeinbildenden und fachtheoretischen Unterrichts) und zwei Jahre Praxis. Eine Bewerbung erfolgt an den jeweiligen Landesschulrat. Nach dem Eintritt in den Schuldienst ist das Studium „Berufsschulpädagogik“ zu absolvieren, das sich in zwei Studienabschnitte gliedert. Der erste Studienabschnitt umfasst zwei Semester, die berufsbegleitend innerhalb eines Jahres (bzw. zwei Jahren in Niederösterreich) belegt werden. Der zweite Studienabschnitt umfasst vier Semester, wobei die ersten beiden Semester während eines ganzjährigen Besuches einer Pädagogischen Hochschule in Graz, Innsbruck, Linz oder Wien absolviert werden. Zum Besuch des sogenannten „Vollzeitjahres“ erfolgt eine Freistellung vom Unterrichten an der jeweiligen Berufsschule. Die letzten beiden Semester werden wieder berufsbegleitend abgehalten. Die Ausbildung schließt mit dem Titel Bachelor of Education ab.

## Rechtsquellen
- Schulunterrichtsgesetz (SchUG), Volltext, ris.bka
- Schulorganisationsgesetz 1962 (SchOG), Volltext, ris.bka
- Unterrichtsministerium: Lehrpläne
- Unterrichtsministerium: Schulrecht